# 2024年4月8日の日食
本項では、2024年4月8日の日食について述べる。観測する地域によって皆既日食または部分日食として観測された。北アメリカ大陸の広い地域で観測されることから、一部のメディアではこの日食を Great North American Eclipse と呼称している。地球上で発生する日食としては2023年10月14日の日食以来、約半年ぶりであり、2024年に発生する最初の日食である。

## 特徴と経過

地球上を移動する月の影のアニメーション

サロス周期が139番の日食に属する。アメリカで皆既日食が観測されるのは2017年8月21日の日食以来、カナダでは1979年2月26日の日食以来、メキシコでは1991年7月11日の日食以来となった。21世紀に発生する一度の日食において、この3ヵ国内で皆既日食が観測される唯一の日食である。皆既日食が発生するには、月の角直径と太陽の角直径の比で示した食分が1以上である必要がある。この日食の発生中、月は軌道上で最も地球に近い点である近地点の近くに位置していた。地球からの平均距離よりも近くに位置していたため、地上から見た月の大きさも平均より大きく見えた。最大食時の太陽の角直径は 31' 56" であった。この日食の最大食分は 1.0566 であるため、月の角直径は太陽の1.0566倍、つまり 33' 44" となる。最大食分が 1.0306 、皆既食の継続時間が2分40秒であった、この日食以前にアメリカで観測された最後の皆既日食である2017年8月21日の日食と比較すると皆既日食を観測できる皆既食帯の経路の幅は広くなり、皆既食が継続する最長時間も1分半以上長くなった。
皆既日食を観測できる皆既食帯は、ペンリン島から北へ約 60 km、スターバック島から南へ約 115 km、マルキーズ諸島から北へ約 370 km の南太平洋上から始まり、その後は北アメリカ大陸の太平洋沿岸からメキシコ、アメリカ合衆国、カナダと北東方向へ移動していき、アイルランドの南西約 700 km の大西洋上で消滅した。皆既食の最長継続時間は、メキシコのドゥランゴ州付近で観測された4分28秒であった。

## アメリカ大陸での見え方

### メキシコ
メキシコでは、まず皆既食帯はレビジャヒヘド諸島とマリアス諸島を通過した。その後、北アメリカ大陸本土へ到達するとシナロア州（マサトランを含む）、ドゥランゴ州（ドゥランゴやゴメスパラシオなどを含む）、コアウィラ州（トレオンやマタモロス、モンクローバ、サビナス、シウダード・アクニャ、ピエドラス・ネグラスなどを含む）を通過した。食分が約 0.79 であったメキシコシティなど、これらの他の地域では国全体で部分日食が観測された。

### アメリカ合衆国

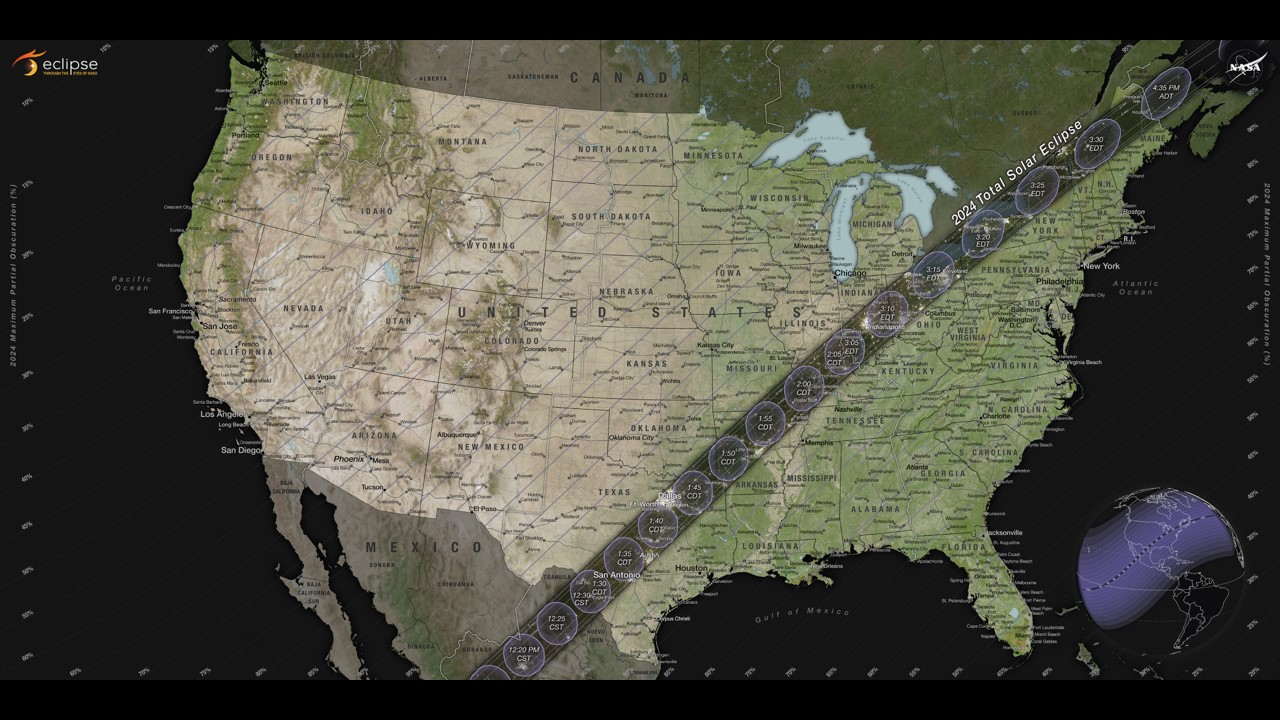
アメリカ合衆国本土における皆既食帯の通過地域

アメリカ合衆国ではテキサス州（サンアントニオの一部、オースティンの一部、フォートワースの一部、アーリントン、ダラス、キリーン、テンプル、テクサーカナ、タイラー、サルファースプリングス、ウェーコなどを含む）、オクラホマ州（アイダベル、ブロークン・ボウなどを含む）、アーカンソー州（モリルトン、ホットスプリングス、サーシー、ジョーンズボロ、リトルロックなどを含む）、ミズーリ州（ケープジラード、ポプラー・プラフなどを含む）、テネシー州（レイク郡の北西端）、イリノイ州（2017年8月21日の皆既日食でも皆既食帯が通過したカーボンデールなどを含む）、ケンタッキー州、インディアナ州（ブルーミントン、エバンズビル、インディアナポリス、アンダーソン、マンシー、テレホート、ビンセンズなどを含む）、オハイオ州（アクロン、クリーブランド、デイトン、ライマ、ロレイン、トレド、ウォーレンなどを含む）、ミシガン州（モンロー郡の南東端）、ペンシルベニア州（エリーなどを含む）、アップステート・ニューヨーク（バッファロー、ナイアガラフォールズ、ロチェスター、シラキュース、ウォータータウン、アディロンダック山地、ポツダム、プラッツバーグなどを含む）、バーモント州北部（バーリントンなどを含む）、ニューハンプシャー州、メイン州を皆既食帯が通り、皆既食帯の中心はメイン州の最高峰であるカタディン山のほぼ山頂部を通過した。アメリカ国内において皆既食帯が通過した地域の中で最も大きな都市はテキサス州のダラスであった。アメリカ中部で皆既日食が観測されるのは2017年8月21日以来約7年ぶりで、次にアメリカ本土で皆既日食が観測されるのは2044年8月23日の日食となる。これら以外のアメリカ本土の地域とハワイ州、アラスカ南東部では部分日食が観測された。アメリカ航空宇宙局 (NASA) はアメリカ国内で皆既食帯が通過することで皆既日食の観測が可能だった人数は約3160万人であったと推定しており、実際に観測を行うために約400万人がアメリカ国内を移動したと予測されている。皆既日食の発生時には数分間に渡って周囲が夜のように暗くなる様子がみられた。

### カナダ
カナダでは、オンタリオ州・南オンタリオ地方の一部（レミントン、フォートエリー、ハミルトン、ナイアガラフォールズ、キングストン、プリンスエドワード、コーンウォールなどを含む）、ケベック州南部（モントリオール、シェルブルック、サンジョルジュ、ラック・メガンティックなどを含む）、ニューブランズウィック州中央部（フレデリクトン、ウッドストック、ミラミチなどを含む）、プリンスエドワードアイランド州（ティニッシュ、サマーサイドなどを含む）、ケープ・ブレトン島の北端、ノバスコシア州、ニューファンドランド・ラブラドール州（ガンダー、グランド・フォールズ・ウィンザーなどを含む）を皆既食帯が通過し、ニューファンドランド島東岸の大西洋へ抜けていった。ウィンザー、ロンドン、トロント、オタワは皆既食帯のすぐ北、モンクトンはすぐ南に位置していた 
。部分日食は、ユーコン準州の西部とノースウェスト準州の西端を除くカナダの他のすべての地域で観測された。エリー湖、ナイアガラ川、オンタリオ湖、セントローレンス川では日食観測のためのボートクルージングの企画が実施された。

### 中南米
この日食による部分日食は、 ベリーズから パナマまでの中央アメリカ諸国、大アンティル諸島の全土（ キューバ、 ドミニカ共和国、 ハイチ、 プエルトリコ、 ジャマイカ）、カリブ海諸国、 コロンビアと ベネズエラの一部でも観測された。

## 他の地域での見え方

### ヨーロッパ
ヨーロッパでは、この日食による部分日食がスヴァールバル諸島（ ノルウェー）、 アイスランド、 アイルランド、 イギリス西部、 スペインと ポルトガルの北西部、アゾレス諸島、カナリア諸島で観測された。雲に覆われていたため、イギリスのほとんどの地域からは観測することができなかったが、スコットランド西部では部分日食が観測された。珍しいことに、この日食は日没の開始後でも観測されており、スペインのガリシア州では航海薄明中の夕暮れ時、 フランスのヌーヴェル＝アキテーヌ地域圏では天文薄明の開始時に最大食が観測された。日没前後に日食が観測された地域では、この時期に木星の近くで明るく見えていた12P/ポンス・ブルックス彗星と日食が同時に観測を行える観測条件が整っていた。

### オセアニア
オセアニアでは、ハワイ諸島、 キリバス東部（フェニックス諸島東部とライン諸島全域）、 トケラウ、最西部を除く アメリカ領サモア、 クック諸島、 フランス領ポリネシア、 ピトケアン諸島で部分日食が観測された。これらの地域はすべて180度経線の東に位置しているが、キリバスとトケラウは等時帯が UTC+13 または UTC+14 であるため、これらの地域で日食が観測される日付は2024年4月9日となった。

## 関連する事象の観測

### 太陽プロミネンス

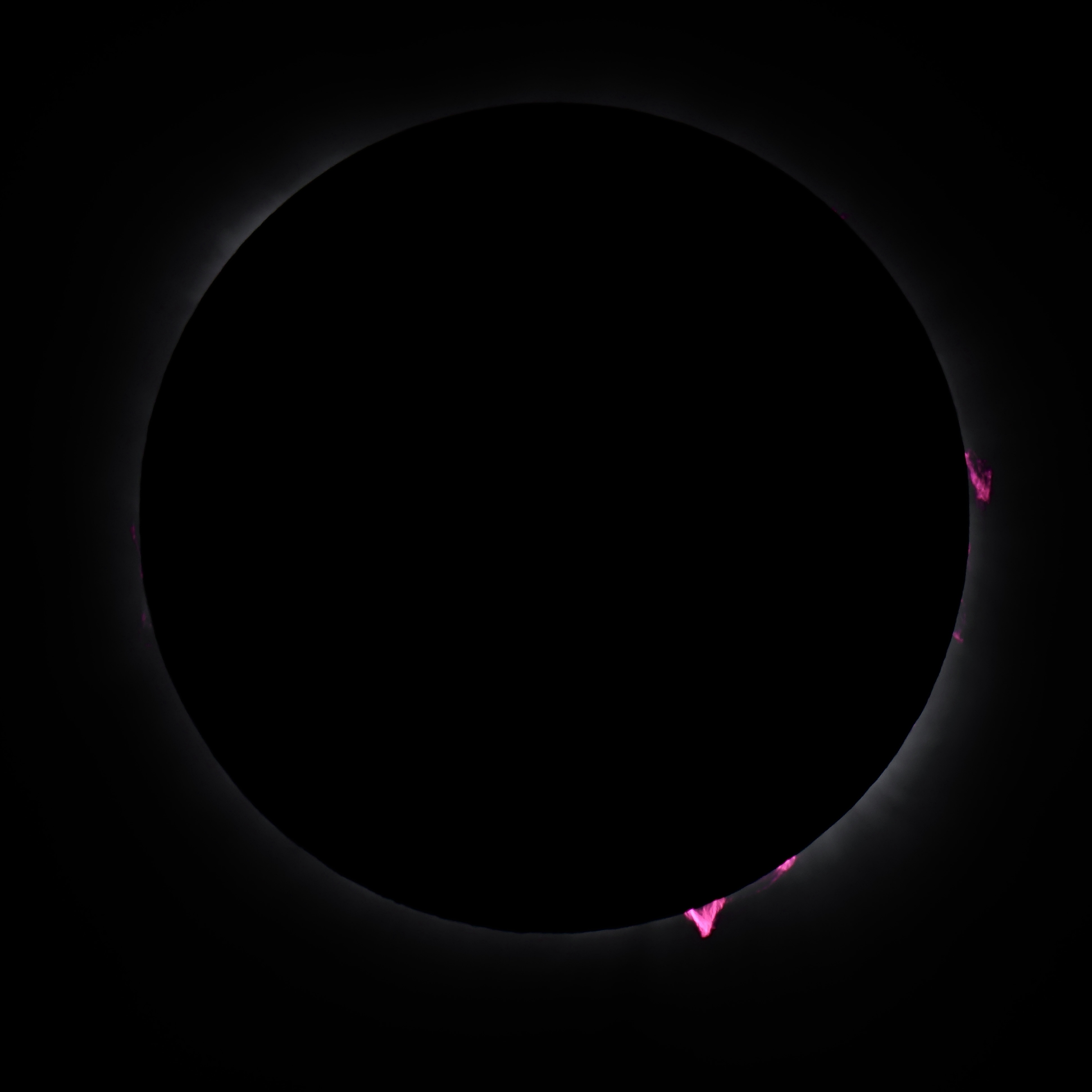
ニューハンプシャー州から撮影された皆既日食時の画像。月に覆われた太陽の外周からプロミネンスが見える。

この日食は、約11年周期で繰り返される太陽活動の中で最も活動が活発になる太陽極大期に発生したので、皆既日食の発生時には太陽の外周からプロミネンス（紅炎）を観測できる可能性が日食の発生前から予測されていた。そして、日食の発生中に太陽表面から上り立つプロミネンスを目撃したと実際に多数の観測者から報告された。いくつかのメディアでは太陽フレアやコロナ質量放出 (EMC) が発生した瞬間が観測されたという誤った内容が報道されているが、実際にはこの日にはCクラスのフレアが1回発生していただけで、観測されたプロミネンスと太陽フレアには関連性がないことが分かっている。皆既日食の間に太陽外周の下側に三角形の形状をした大きなプロミネンスが観測されて大きな話題となり、TikTokでは4000万人以上のユーザーがこのプロミネンスについて検索したという。

### シャドーバンド
皆既日食において、皆既食始の直前と皆既食終の直後の数分間に地上を波長が数 cm から 1 m 程度、長さが数十 cm から 1 m 程度の縞状の模様が流れていくように見える「シャドーバンド（英語: Shadow band）」または「影帯（えんたい）」と呼ばれる現象が発生することがある。この日食でも観測の試みが行われたが、おそらく上空の雲により太陽からの光が拡散されてしまった影響で、多くの地域でシャドーバンドが観測されることはなかった。

### SOHO-5008
この日食の発生中には、太陽に非常に接近する彗星であるサングレーザー彗星に属する「SOHO-5008」の姿が地上から観測されている。SOHO-5008 は、欧州宇宙機関 (ESA) とアメリカ航空宇宙局 (NASA) によって開発された太陽観測機SOHOによって撮影された画像に映っていたところをアマチュア天文家によって発見された。日食の発生中にサングレーザー彗星が地上から観測されるのは珍しく、2008年8月1日の日食と2020年12月14日の日食の2例しか前例がない。SOHO-5008 は約2000年前に分裂した巨大な彗星の破片であると考えられ、地上から観測された直後に太陽に接近しすぎた影響で崩壊したと考えられている。

## 影響

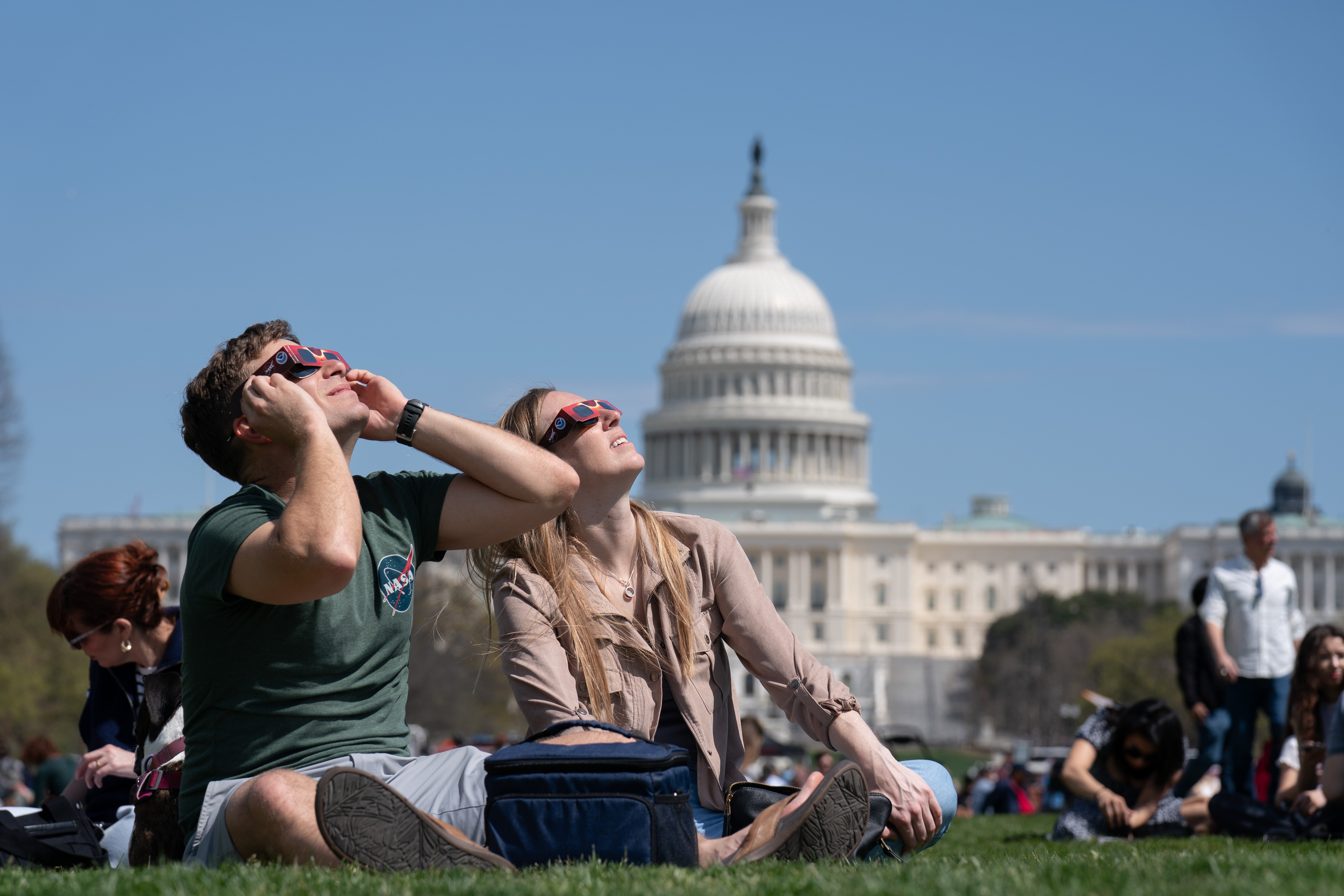
アメリカ合衆国議会議事堂前で日食を観測する人々

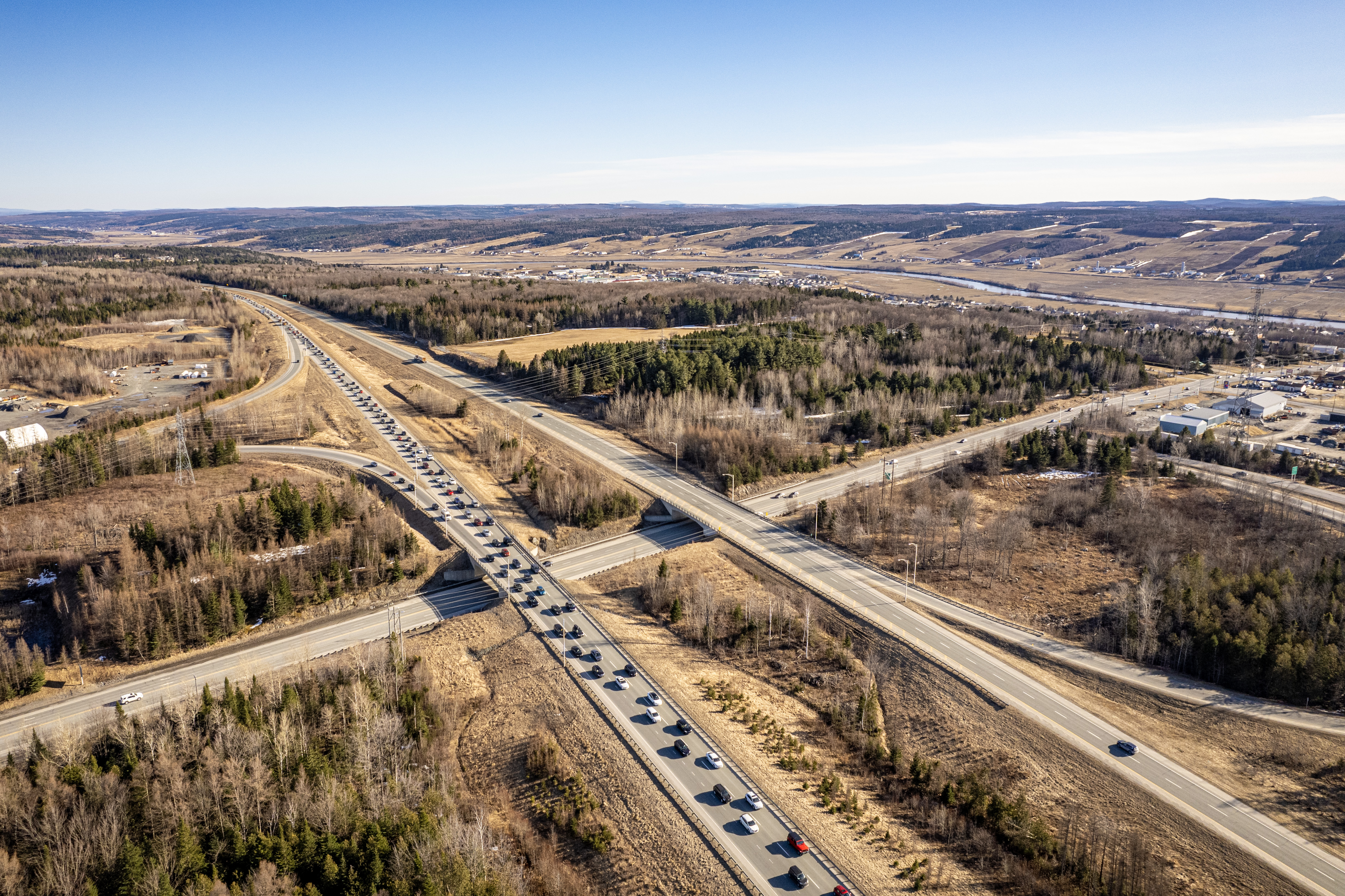
日食の観測を終えて都心部へ戻る車列により生じた交通渋滞の画像、カナダ・ケベック州の高速道路にて撮影。

北アメリカの広い地域で観測される日食であり、約20年後まで皆既日食がアラスカを除く北アメリカで観測されないことから、この日食は大きな盛り上がりを見せた。アメリカのコンサルティング企業によって2017年に観測された皆既日食よりも大きな関心が寄せられると予測され、実際にアメリカを中心に多方面において日食による多くの影響や反応が生じた。

### 経済・観光
アメリカの民間調査企業によると、この日食の発生によってアメリカ国内では約60億ドルもの経済効果が生まれると予測され、ニューヨーク州のロチェスター市長であるマリク・エバンズは、日食が発生する3日前から当日にかけて1000万ドルから1200万ドルの利益が市にもたらされる見込みを記者団に対して述べた。ニューヨーク州知事のキャシー・ホウクルは、4月6日から9日までの間に記録的な観光客数を発表した。前年の同時期と比較して観光客数は約 45% 増加し、ニューヨーク州立公園への訪問者数は100万人近くに及び、料金請求件数は550万件以上を記録した。
2017年の皆既日食も観測されたケンタッキー州のパデューカでも約15万人の流入が見込まれ、この日食の皆既食帯と今回の日食の皆既食帯が交わる地域であったことから、それを記念したイベントなどが開催された。皆既食帯が通過した地域に沿ってモーテルやホテルなどの宿泊施設がほぼ満室となる事態になり、4月7日と8日にはそのような宿泊施設の価格が最大で2倍になり、皆既日食が観測される地域でテイラー・スウィフトのコンサートが同時に開催されているようだともメディアでは例えられている。カナダのモントリオールでもこれら2日間のホテルの稼働率は約 20% 上昇した。

### 行政の対応
皆既食帯が通る主要な観光名所であるカナダ・オンタリオ州のナイアガラの滝では、皆既日食発生時に少なくとも100万人もの観光客が押し寄せると予想されたことから、ナイアガラの滝があるナイアガラフォールズ地域は同年3月28日、予防的に非常事態宣言の発令を行った。同様にアメリカのアーカンソー州も観光客の増加に伴う、フォートスミスなどの都市への交通の混雑が予想されることから非常事態を宣言し、テキサス州のベル郡でも流入する観光客の増加が予想されたことで同年2月に先制して非常事態を宣言した。他にも、同年3月26日にインディアナ州、4月3日にニューヨーク州のエセックス郡とオスウェゴ郡も日食が発生する前後数日間に渡って非常事態を宣言したと報道されており、これらのような非常事態宣言に対しては、アメリカ合衆国連邦緊急事態管理庁による中小企業や世帯に対する個人支援や、道路網、公共施設、その他の緊急保護措置に対する公的支援が行われる場合がある。

### 交通

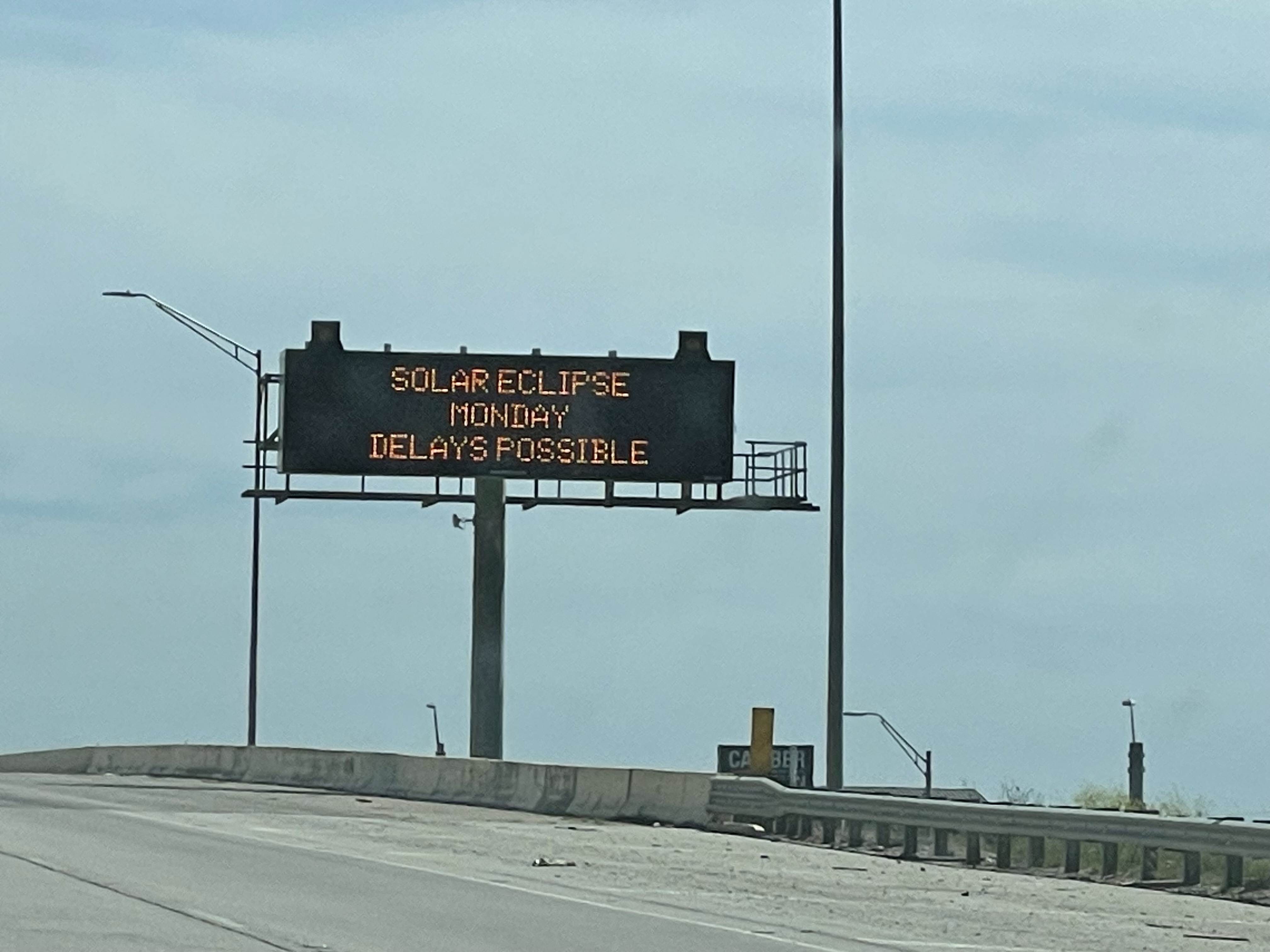
日食の発生前日にテキサス州の州間高速道路35号線で撮影された、日食による交通の乱れが生じる可能性がある事を知らせる電光掲示板

皆既食帯が通過する地域の高速道路を中心に大幅な交通量の増加がみられ、ニューヨーク・タイムズは8時間以上に渡る交通渋滞が発生し、ニューヨーク州の州間高速道路87号線では 55 mi（約 88 km）以上の交通渋滞が生じたと報じている。ニューハンプシャー州を通る州間高速道路93号線では翌日の午前2時頃まで渋滞が発生し、その結果、路上では多くの車両の故障が発生した。一方でテキサス州は他の州とは異なり、州の運輸省による予想よりも交通量が多くなることは無かった。

### 動物の行動への影響

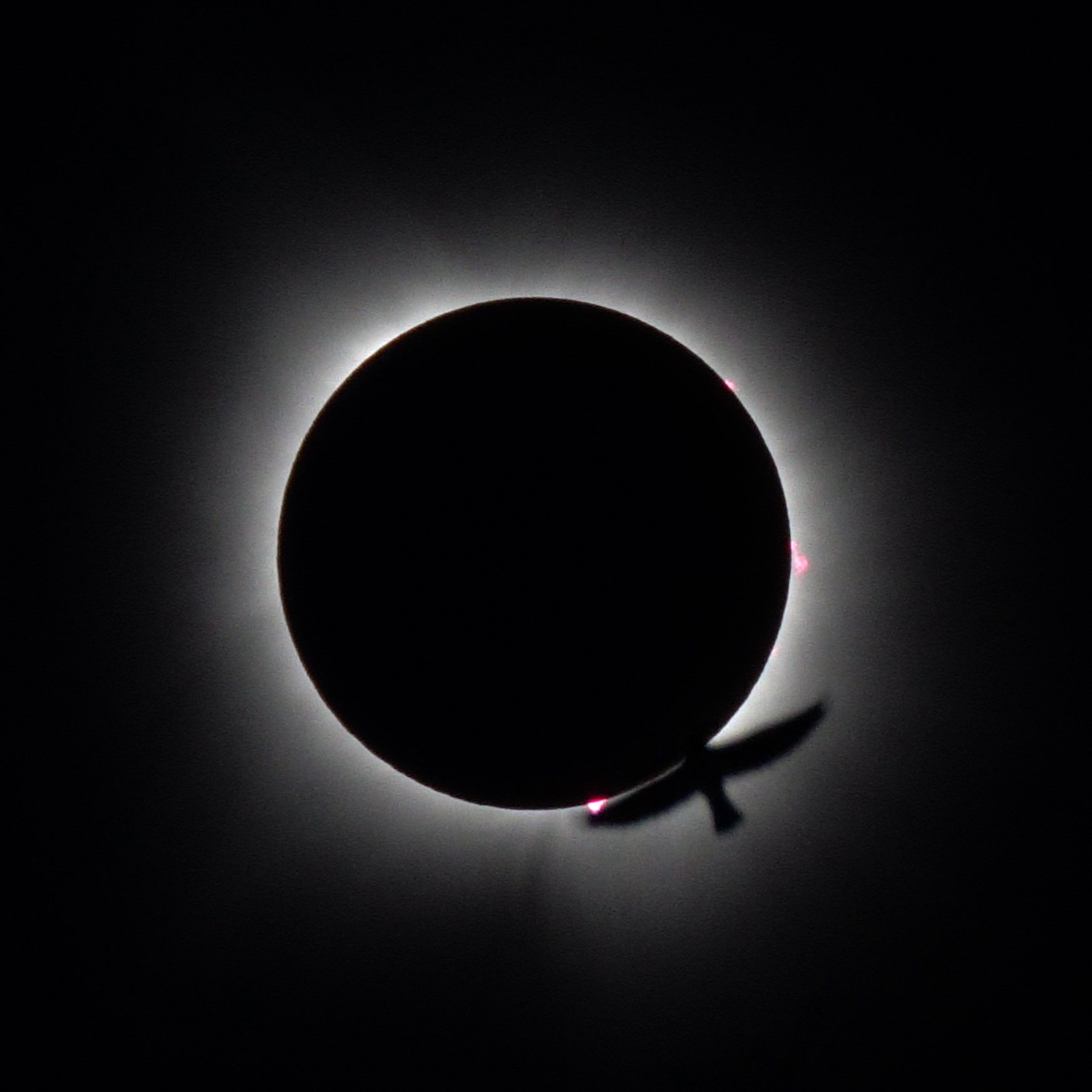
イリノイ州のシャウニ―国有林で撮影された、皆既食を起こしている太陽とその手前を飛ぶ猛禽類の画像。日食の発生中は、動物は普段と異なる行動を起こす場合がある。

動物園の飼育員や博物学者、大学研究者、市民科学者の中には今回の日食の発生中における動物の行動の観察を行った。その一部は2017年の皆既日食中に行われた観察結果と今回の観測結果を比較することを目的としており、あるいは動物行動学における新たな研究を行った者もいた。皆既日食が観測された地域と部分日食しか観測できなかった複数の地域で野生動物や動物園で飼育されている動物の観察が行われた。
日食の発生中には野生動物、とりわけ鳥類には特筆した行動の変化が記録された。このような変化は、2017年の皆既日食中に観察されたものと似ているが、この日食ではより顕著にその変化が現れた。コーネル鳥類研究所が主導して行われた研究では、気象レーダーを用いた鳥類や昆虫類などの活動の監視を行い、日中であるにもかかわらず鳥類の活動が減少したことが観察された。レーダー観測により、タカやその他の空を飛ぶ鳥類、および昆虫類を捕食する鳥類の動きなど、通常は日中に活動している典型的な生物の活動が顕著に減少していることが実証された。また、野生の鳥類、昆虫類、カエルが夜間に発する鳴き声や音を出す様子も観察され、例えば、フクロウが鳴き始め、一部の種類のカエルはまるで夜になったかのように鳴き声を上げた。ハゲワシなどの一部の鳥類にはねぐらを作り始める行動も見られた。パデュー大学の研究チームは、インディアナ州のジェニンゲス郡にあるキャンベル郡区で同大学が管理している原生地域で日食の発生時に様々な生物の観察を行い、日食が起きている間は20種類以上の鳥類の鳴き声が静まり、コマドリとエボシガラの鳴き声のみが残る様子を録音した。夜行性のカエルの一種であるトリゴエアマガエル（スプリングピーパーとも）の鳴き声は部分食の間にも断続的に聞こえていたが、皆既食となった瞬間に突如として鳴き声は大きくなり、サウンドスケープを作り上げた。テキサス州のフォートワースでも野生のコオロギカエルが同様の行動をとっていることが観察された。野鳥観測を行ったバーモント大学の学生らは、日食中にシャンプレーン湖でレンジャク属、アカオノスリ、エボシクマゲラなど、日食の発生前には見られなかった種の鳥類を観察することができた。
野生動物の個体群と同様に、飼育されている鳥類も日食の影響を最も受けたとみられている。オハイオ州にあるコロンブス動物園では、飼育されているダチョウが飼育棟に戻り、自身や他の個体への毛づくろいを行うなどの普段は夕方の時間帯に行う行動を始め、ゾウはそれぞれの個体が集まり、鼻を地面に叩きつけ始める様子がみられた。日食が終わり日光が差し込むようになると、ダチョウは飼育棟を出て日中の活動を再開した。テキサス州のフォートワース動物園ではフラミンゴが集まって鳴き声を上げ始め、集団で行進し始める様子がみられ、これは集団内における団結を示す行動であるとされている。同動物園で飼育されているゴリラの群れは、毎晩エサを与えられている屋内飼育場の入り口に集まる行動を見せ、夕食を食べ損ねたと混乱して苛つきを見せる様子が観察された。フォートワース植物園では同年3月1日に数百匹の蝶を温室内に放ち、環境に順応させた上で日食中の蝶の様子を観察した。その結果、蝶はねぐらで休むことはなく、飛ぶことを辞めてじっとする様子がみられた。フォートワース植物園で飼育されているヤギも日食の発生中には休んだり眠ったりしているのが観察された。同じくテキサス州のダラス動物園では、日食の発生中にキリンがギャロップ（速く走り回ること）を始めたが、この行動は2017年の皆既日食中にも同動物園や他の多くの動物園で目撃された。アリゾナ州で飼育されているセミは、部分食中に食分が 0.50 を超えると鳴き止むようになった。同じ動物園内で飼育されている2頭のアルダブラゾウガメは、後ろ足で立ち上がって屋内にある囲いの扉を攻撃して扉の枠を損傷させる様子が観察された。ニューヨーク州のバッファロー動物園では、皆既食の直前にライオンが吠え始めた。
動物園で飼育されている動物すべてが日食に反応したわけではないが、研究者らもこれほど動物の行動に変化が起きるとは予想していなかった。2017年の皆既日食の間、サウスカロライナ州のリバーバンクス動植物園の研究者は、調査を行った約 75％ の種の動物に行動の変化が起きたことを観察した。ノースカロライナ州立大学の生物学教授である Adam Hartstone-Rose は反応を示した動物について、園内の来園者が日食の発生を受けて普段とは異なる行動を取っていることに反応したからではないかという仮説を示している。
カナダのケベック州にあるエエマングフォールの動物園のサファリパークのボランティアと動物学者らは、パーク内で観察したキリン、ライオン、ハイエナ、オオカミ、オオヤマネコ、リャマ、アルパカ、ヒトコブラクダなどの動物には日食中でもほとんど変化が見られないことに気づいた。ハイエナは日食中に鳴き声を上げていたが、日食とは直接的な関係はない別の行動がこの鳴き声を上げる振る舞いに寄与した可能性がある。この動物園の動物学責任者である Aurélien Berthelot は、動物たちが日食中に特筆した活動を起こすことについてはあまり期待していなかった。例えば、ライオンは1日のうち約18時間も眠るとされているが、日食の間は吠えるライオンも眠っているライオンも観察された。このような、日食が動物に与える行動の変化の観察結果の分析は続いている。

### スポーツ
メジャーリーグでは、食分が約 0.90 の部分日食が観測されるニューヨーク州のヤンキー・スタジアムで行われる予定だったニューヨーク・ヤンキース対マイアミ・マーリンズの試合を、日食によるプレーへの影響を考慮して試合開始を4時間後に変更することが発表された。皆既食帯が通過するオハイオ州のクリーブランドにあるプログレッシブ・フィールドで行われる予定だったクリーブランド・ガーディアンズ対シカゴ・ホワイトソックスの試合開始も日食の終了後にまで延期され、試合が開始されるまで一部の選手やコーチは日食グラスをつけて日食を観測した。

### 日食を巡る論争
4月2日、ニューヨーク州のウッドボーンにある刑務所に収監されていた無神論者やキリスト教徒、イスラム教徒などの受刑者6人がいずれの宗教においても日食を観測することはアメリカ合衆国憲法に定められている宗教上の権利であると主張し、日食の観測と日食グラスの提供を求めて州当局を相手に訴訟を起こした。最初に刑務所側に対して日食の観測を申請したのは同年1月であり、検察当局によると刑務所側は当初はこの要請に応じ、日食グラスの提供も行った。しかし、同年3月11日に当局が施設の安全性と健全性の確保という理由で日食が発生する当日の14時から17時（いずれも東部標準時）まで州内の全ての収容施設の封鎖を通達していた。この訴訟を受けて、最終的に日食の観測と日食グラスの提供は受け入れられることになり、原告の受刑者側は訴訟を取り下げた。

## 画像

### 皆既日食

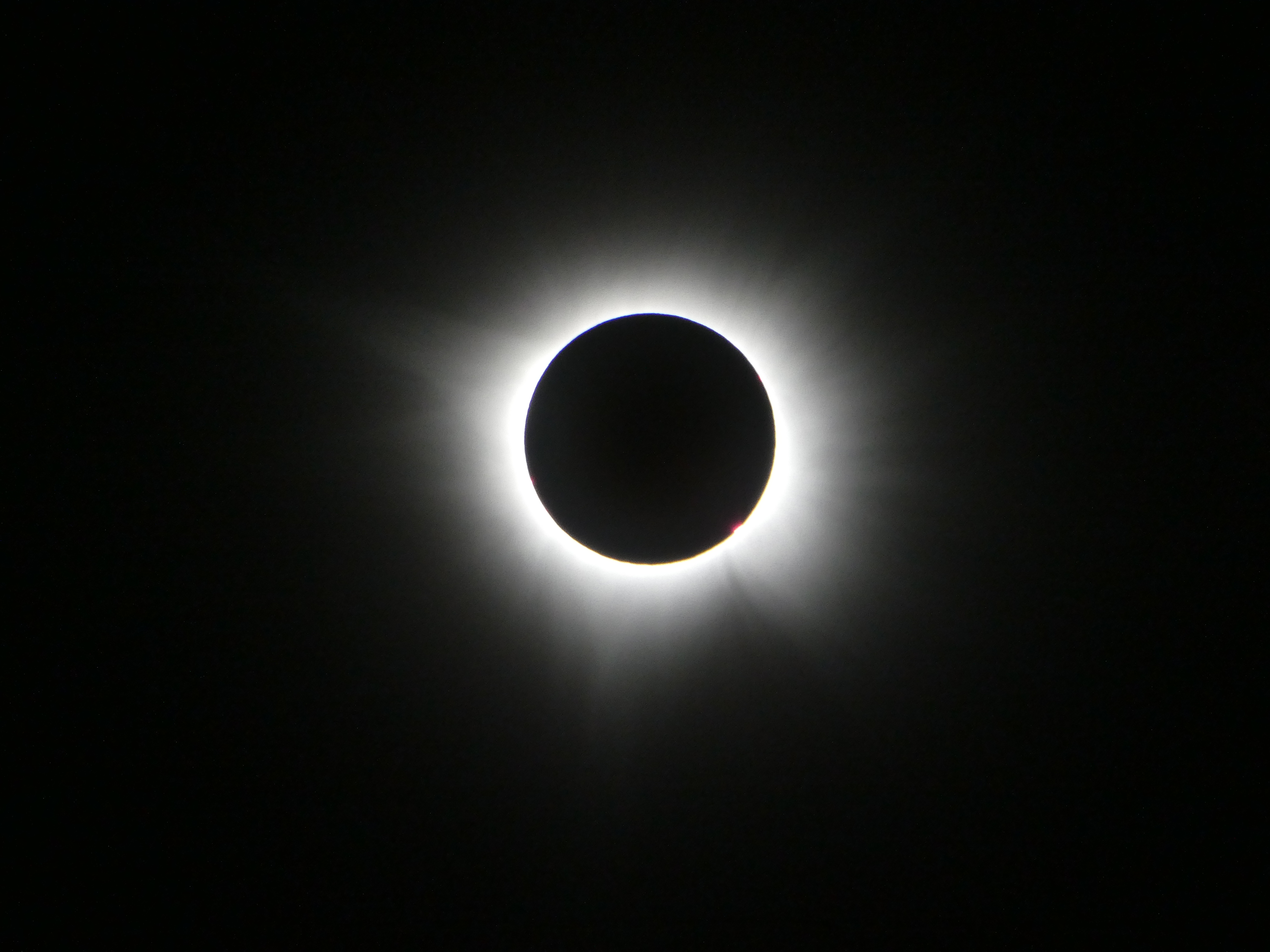
メキシコ・ドゥランゴ州にて撮影
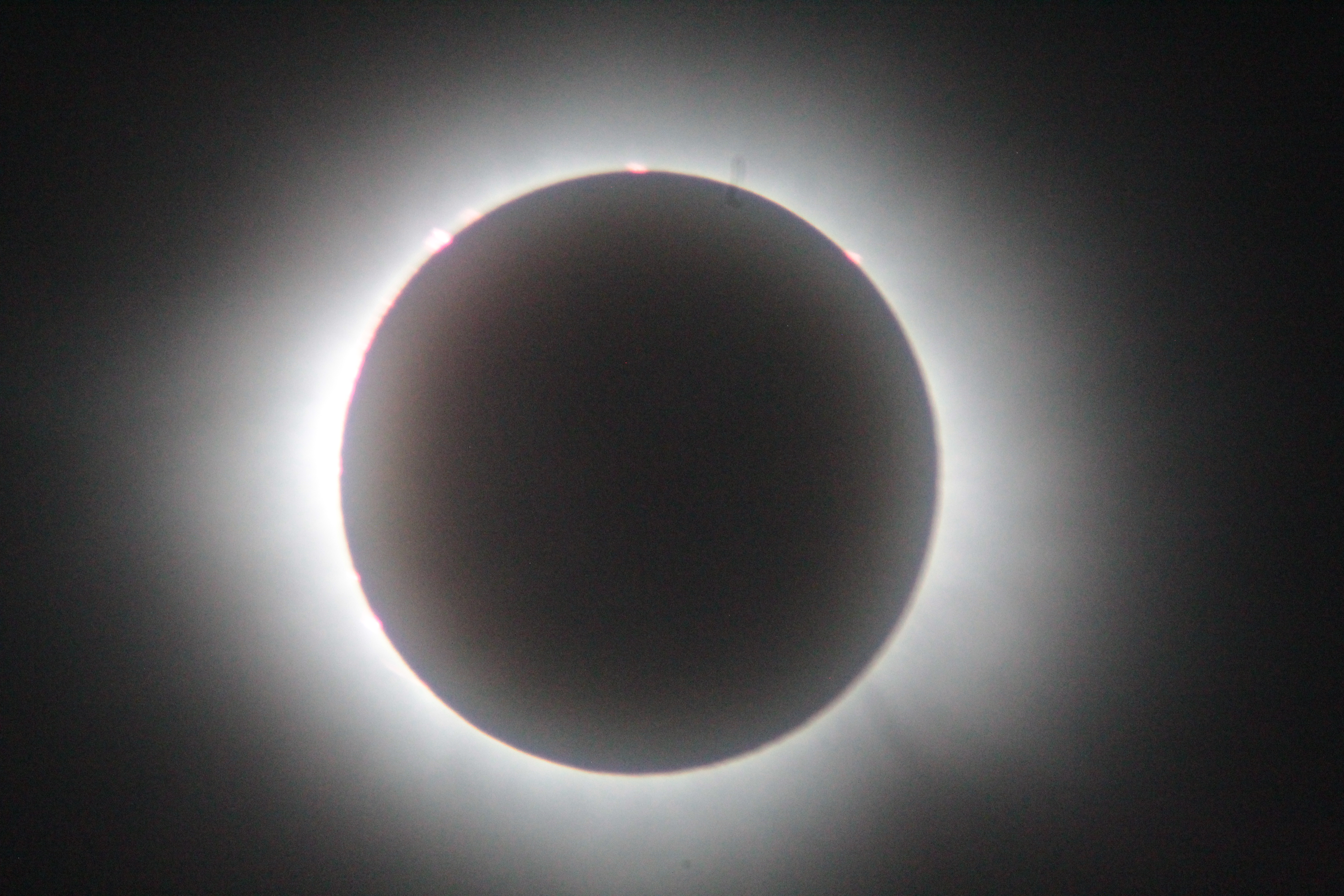
メキシコ・シナロア州のマサトランにて撮影
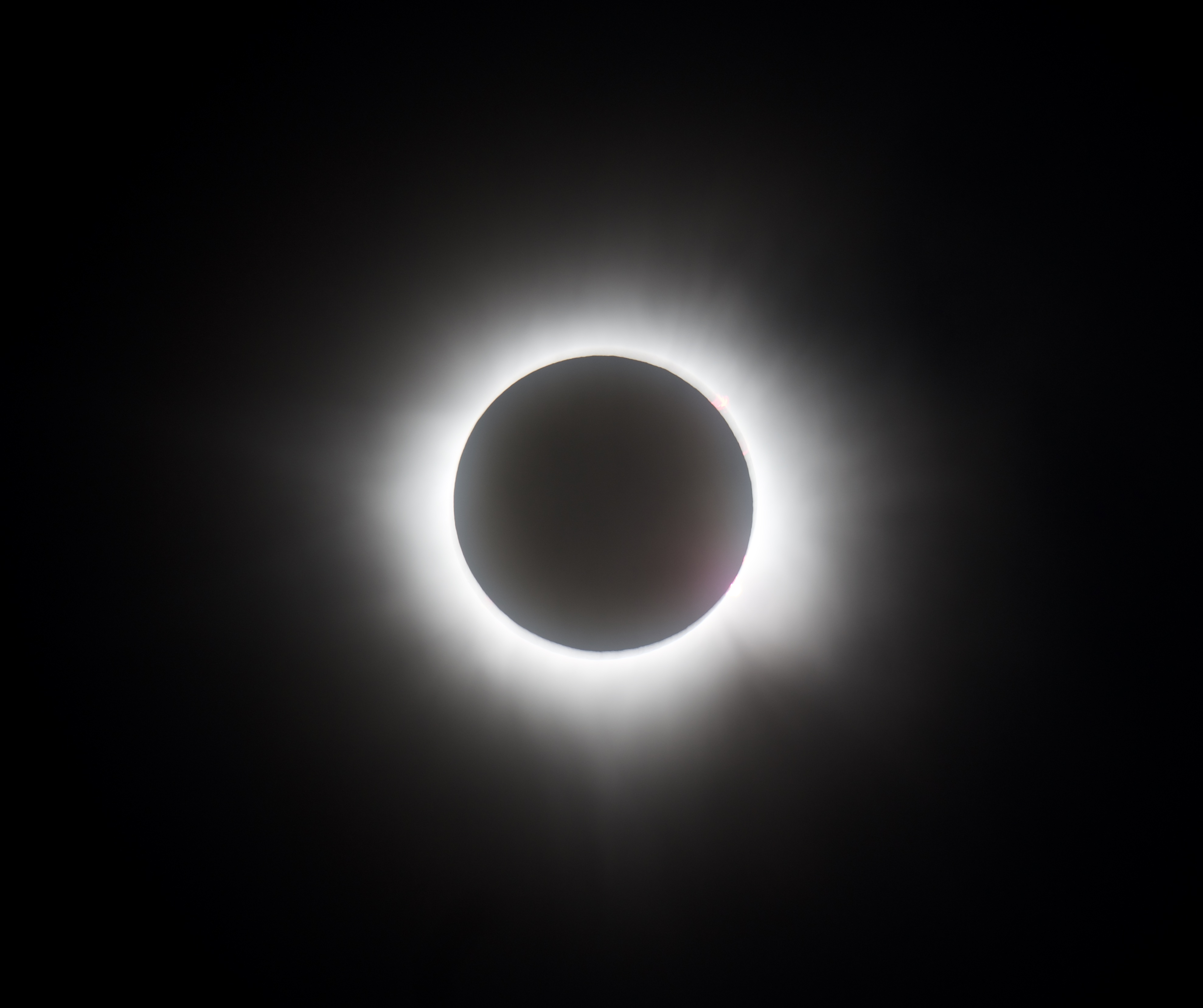
メキシコ・コアウィラ州にて撮影
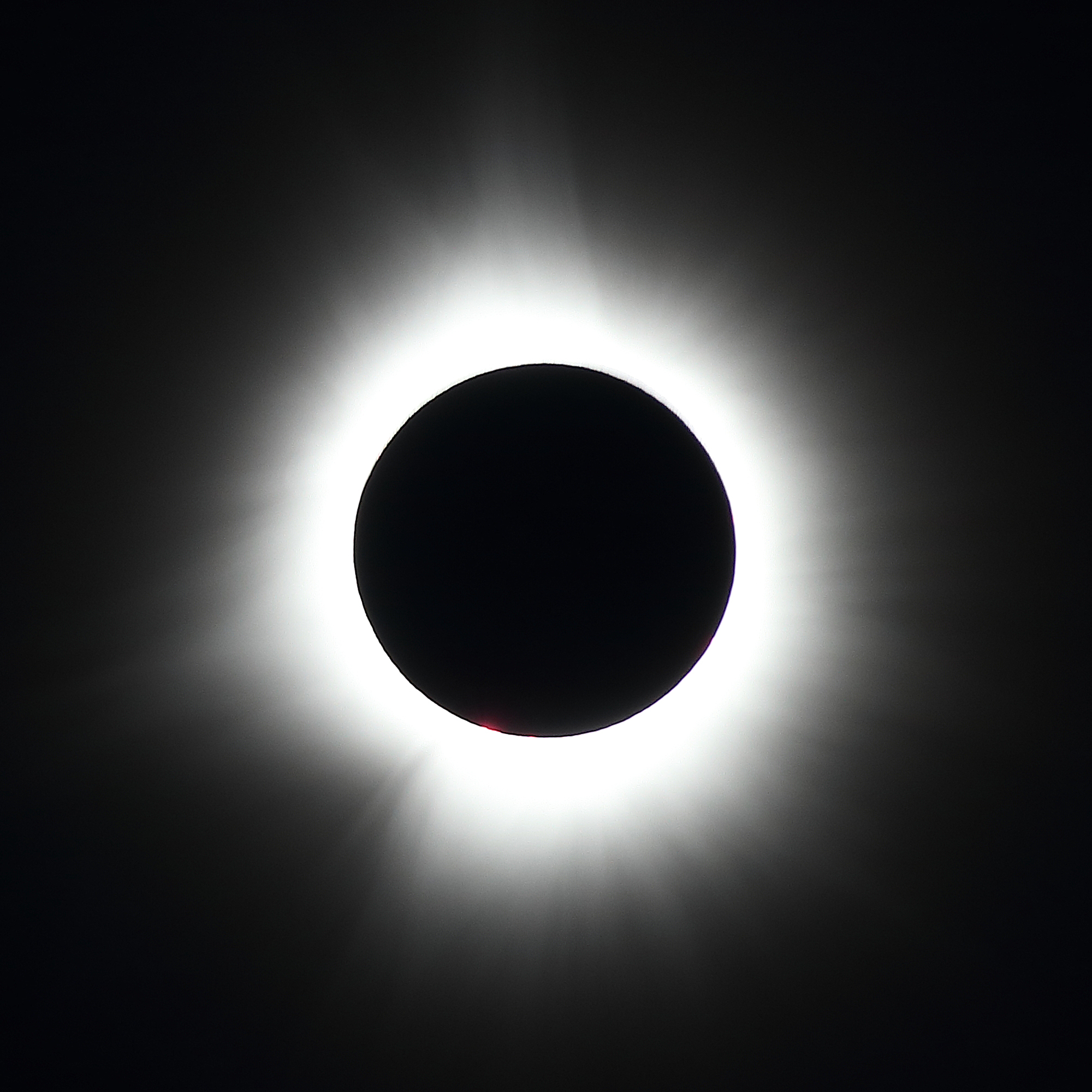
アメリカ・メイン州のジャックマン（英語版）にて撮影
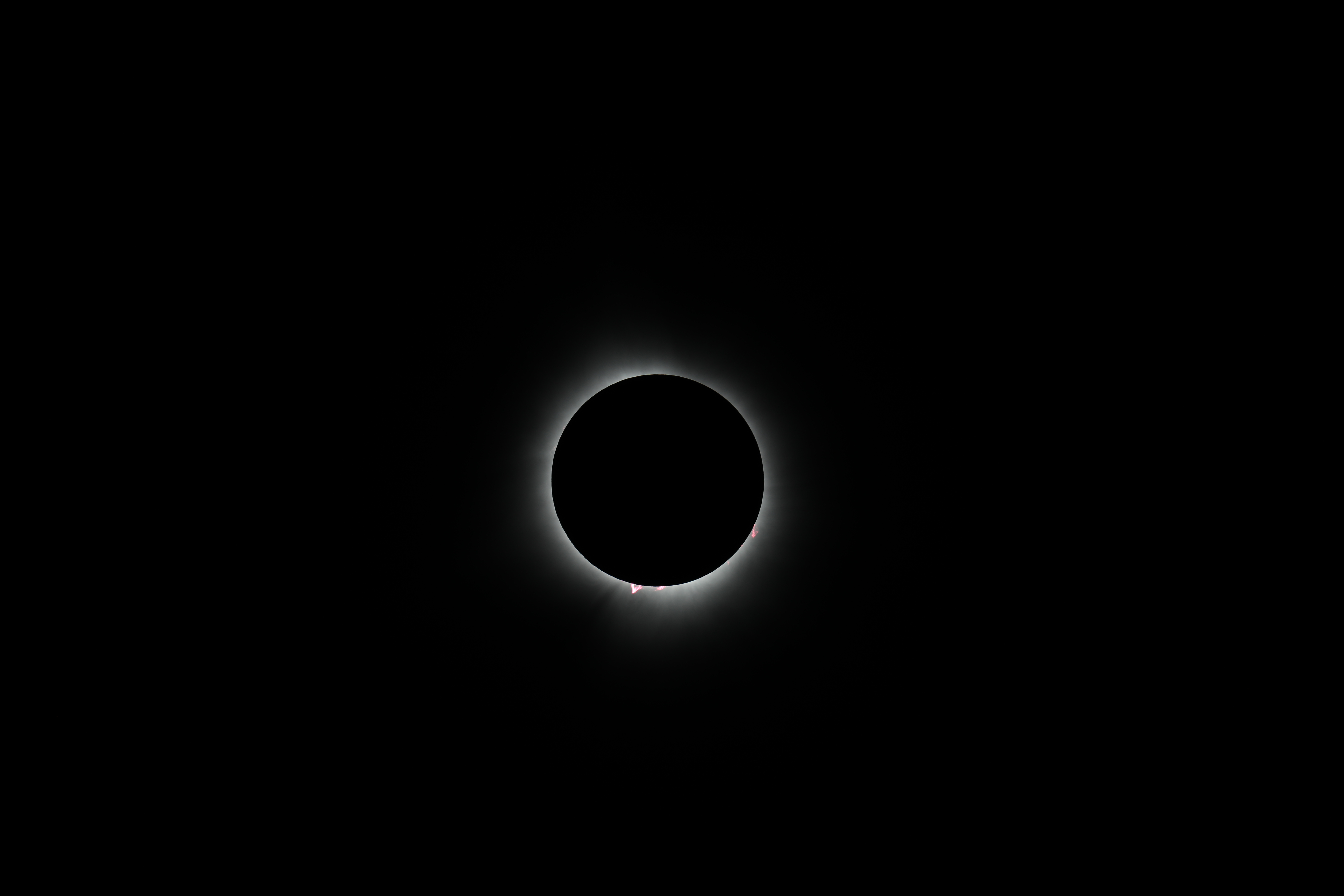
アメリカ・メイン州のグリーンビル（英語版）にて撮影
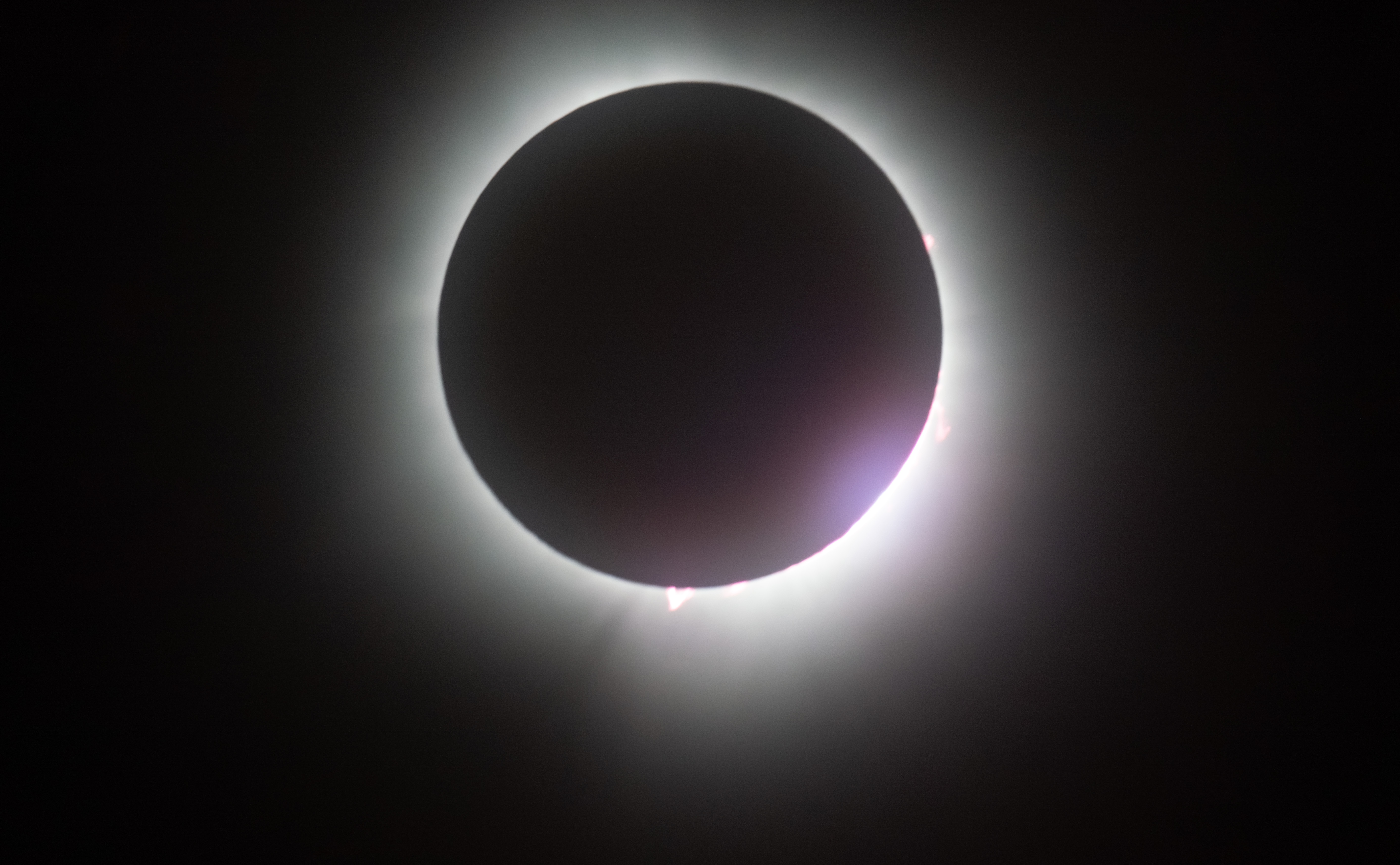
アメリカ・ミシガン州のムニス（英語版）にて撮影
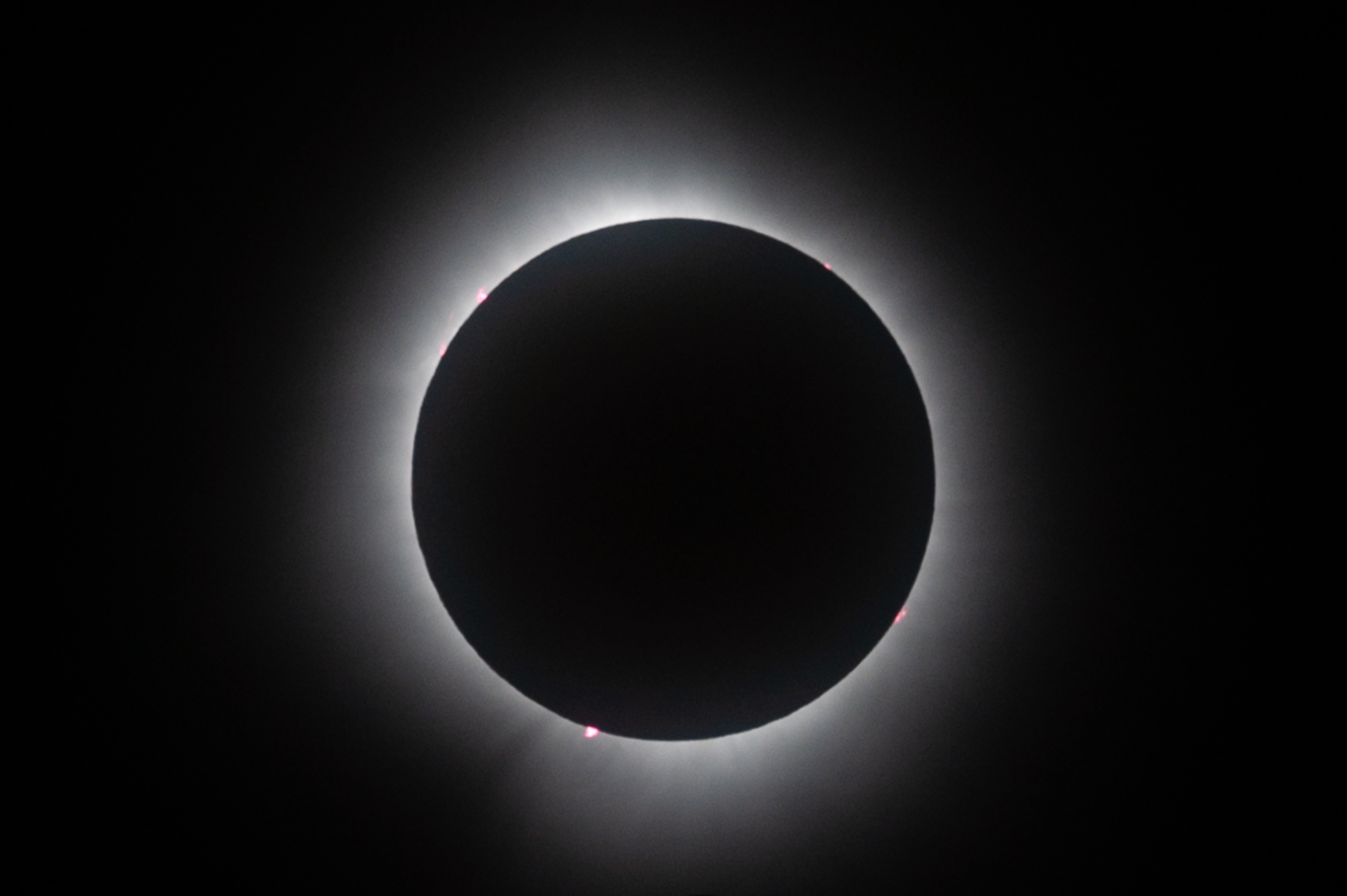
アメリカ・オハイオ州のクリーブランドにて撮影
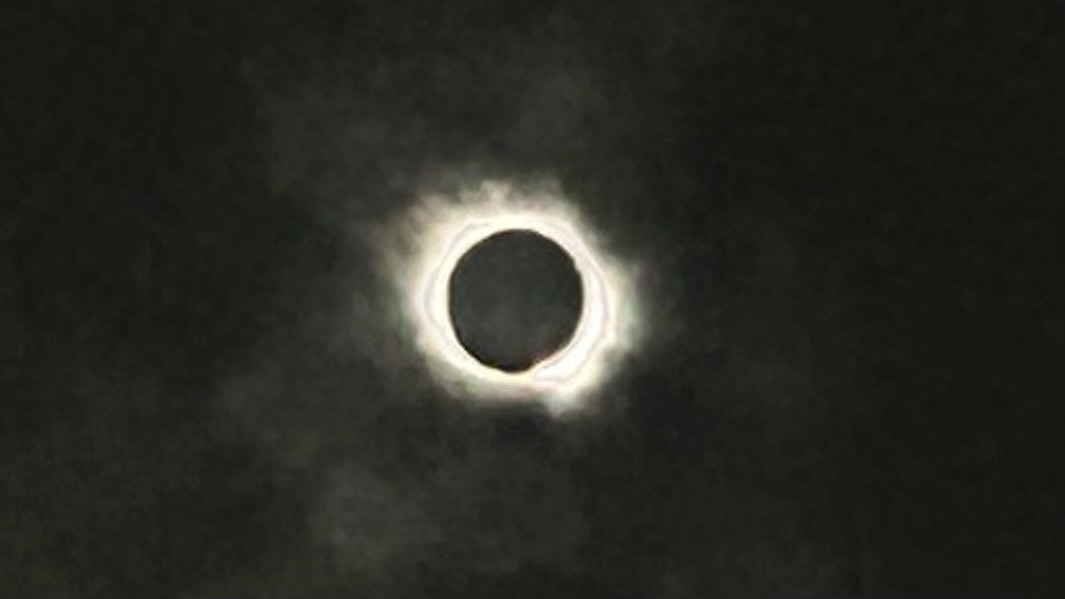
アメリカ・テキサス州のダラスにて撮影
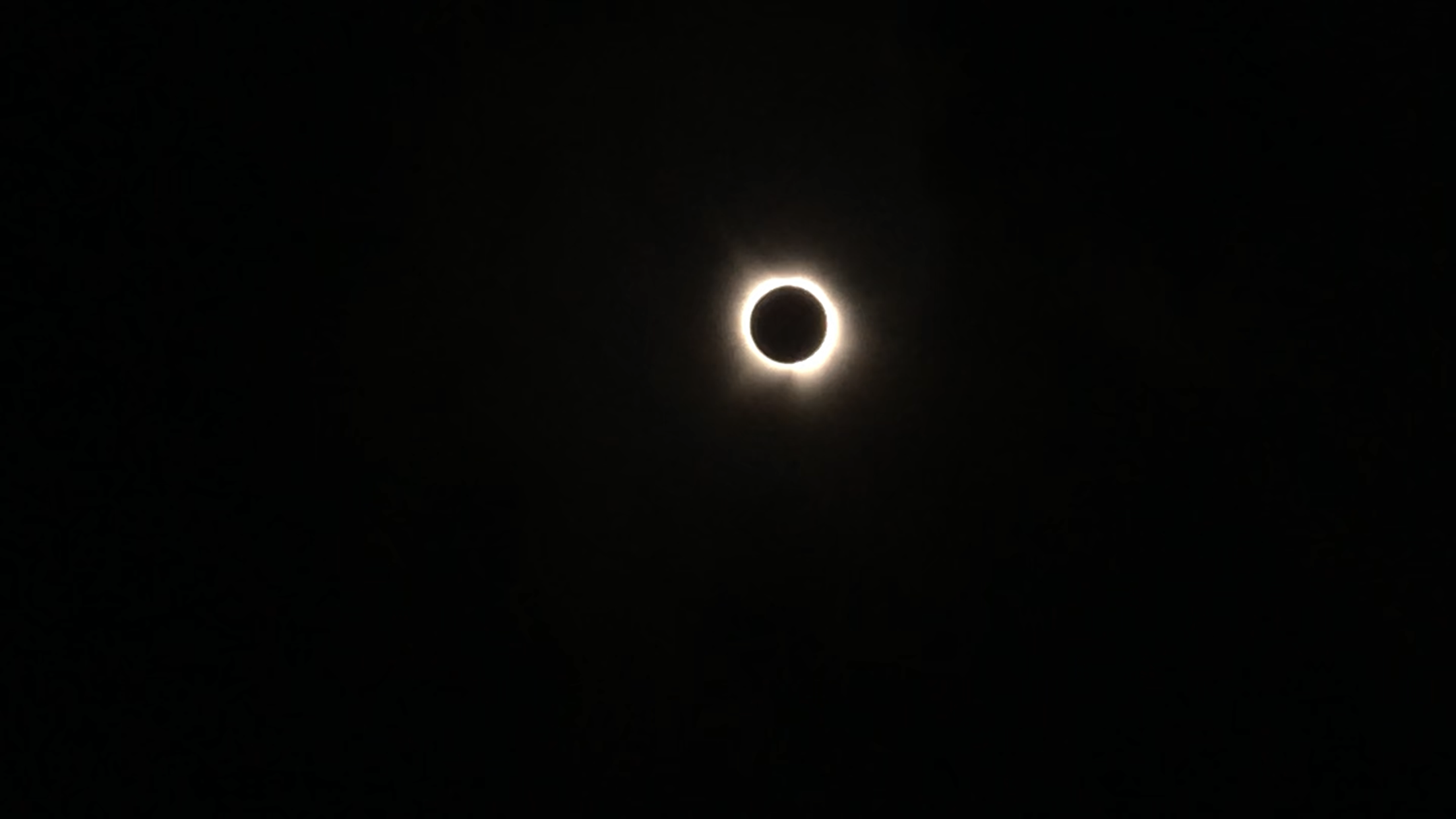
アメリカ・テキサス州のフリスコにて撮影
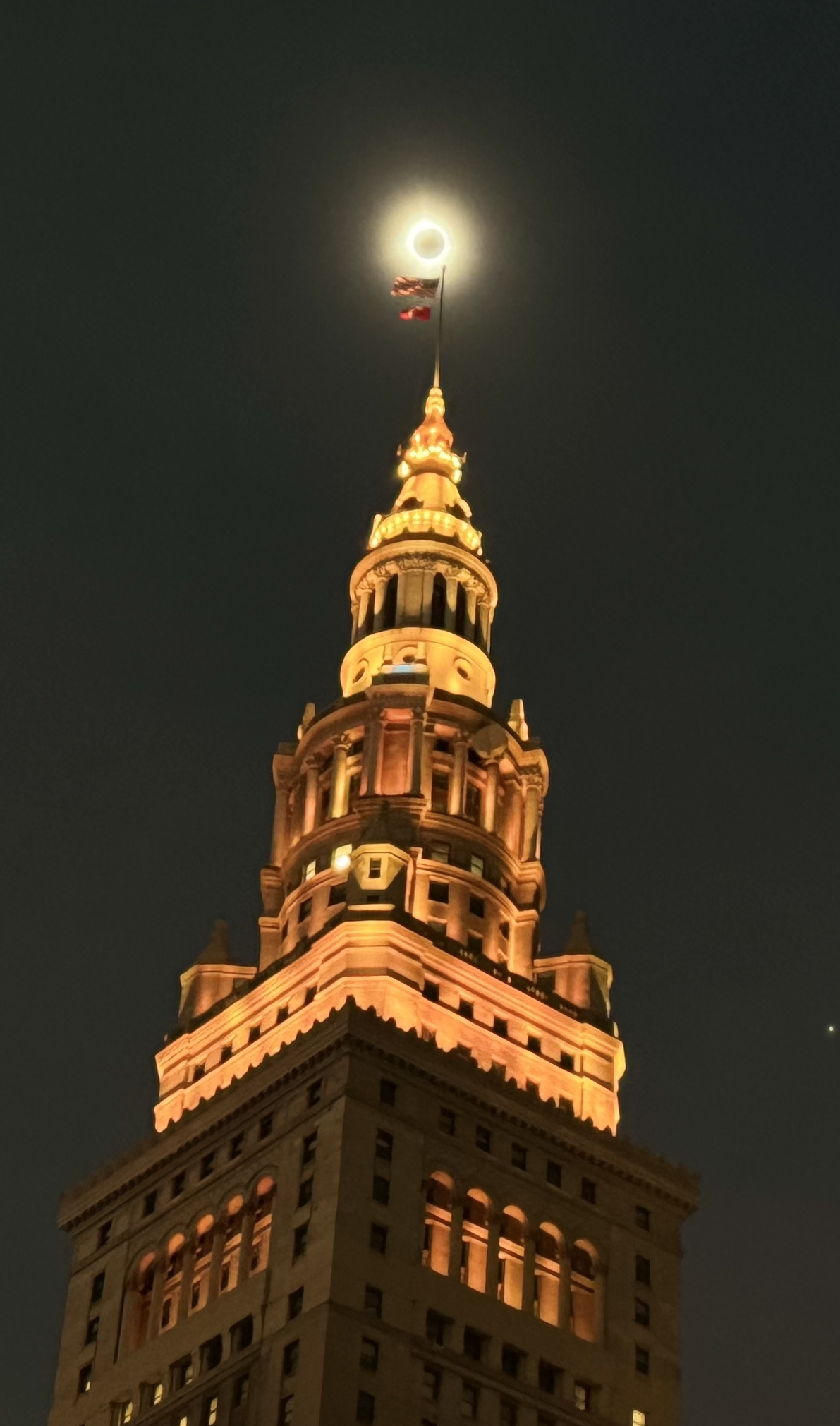
アメリカ・オハイオ州のクリーブランドにて撮影、ターミナルタワー（英語版）と共に皆既日食が見える
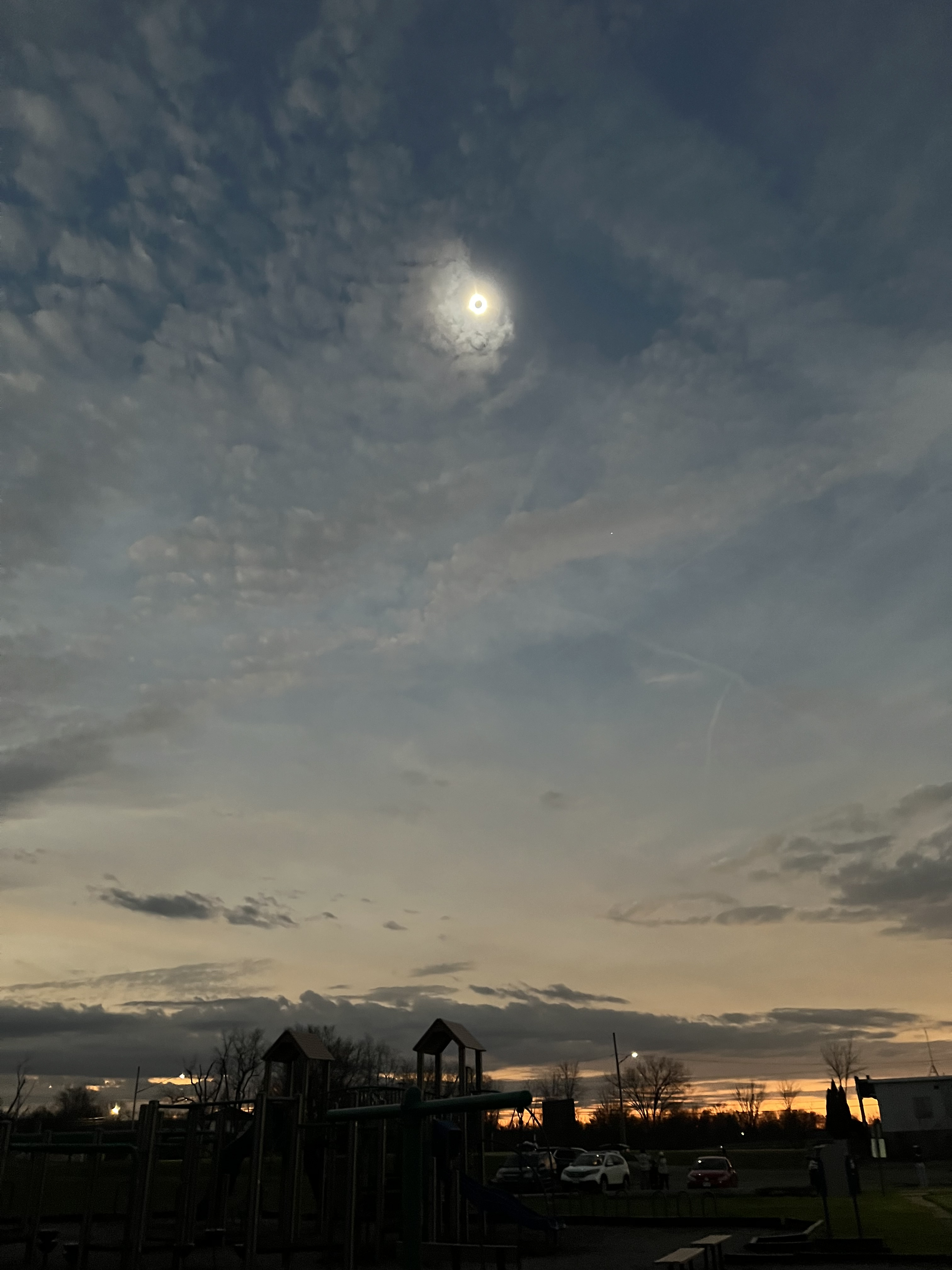
アメリカ・ニューヨーク州のリプレイ（英語版）にて撮影された皆既日食と周囲の風景
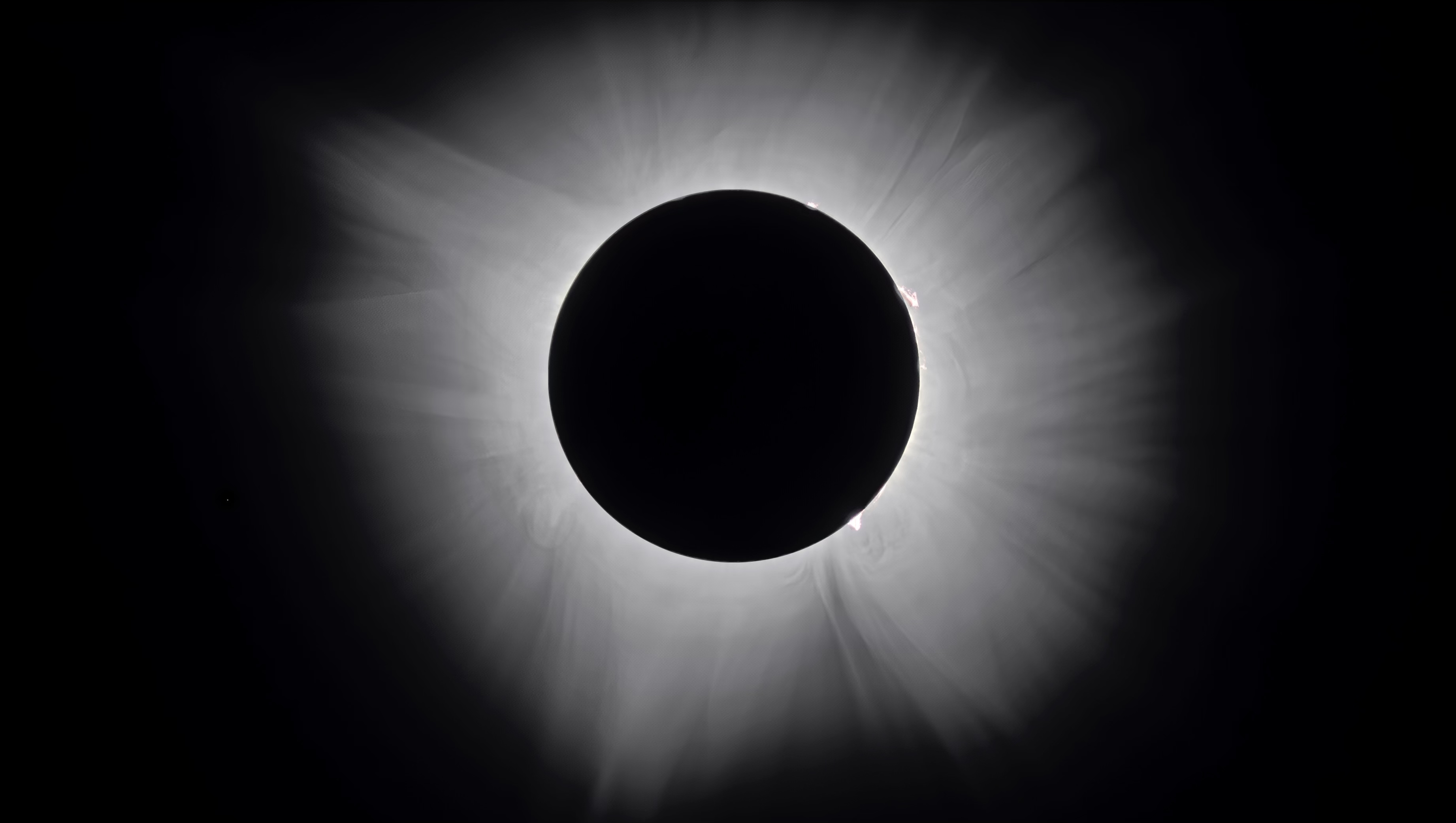
カナダ（詳細な場所は不明）にて撮影
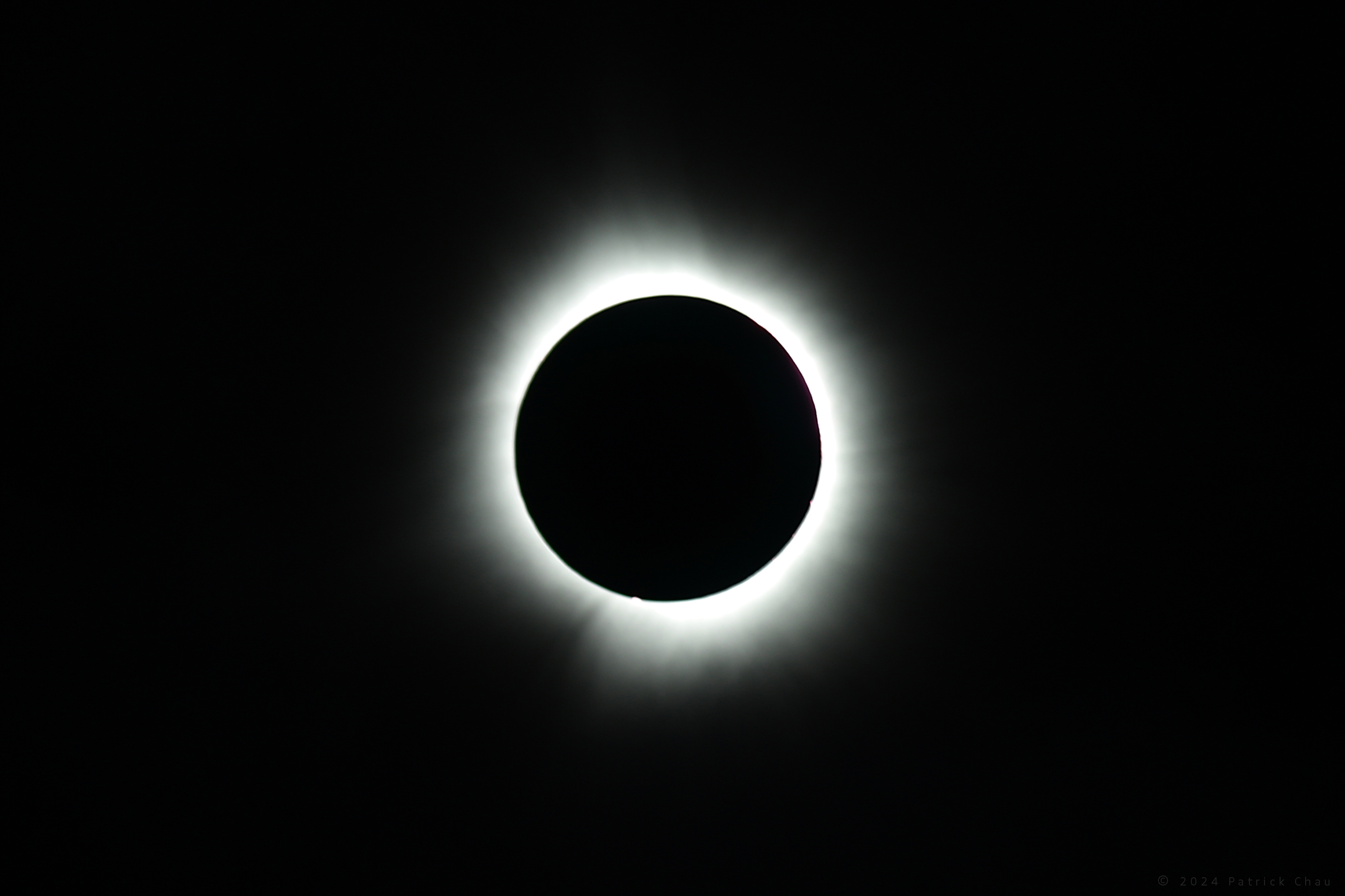
カナダ・オンタリオ州のハミルトンにて撮影

### 部分日食

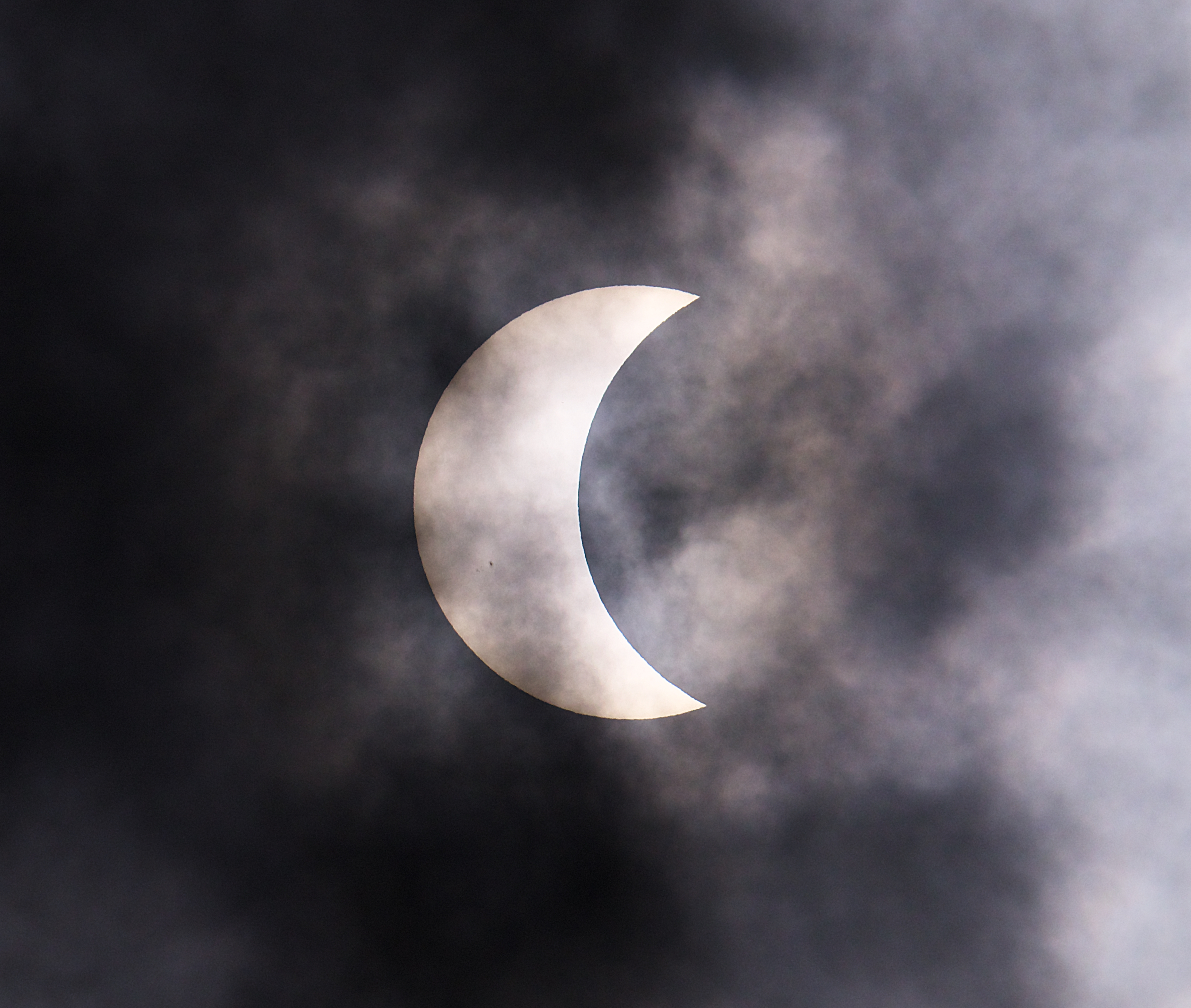
メキシコ・コアウィラ州にて撮影
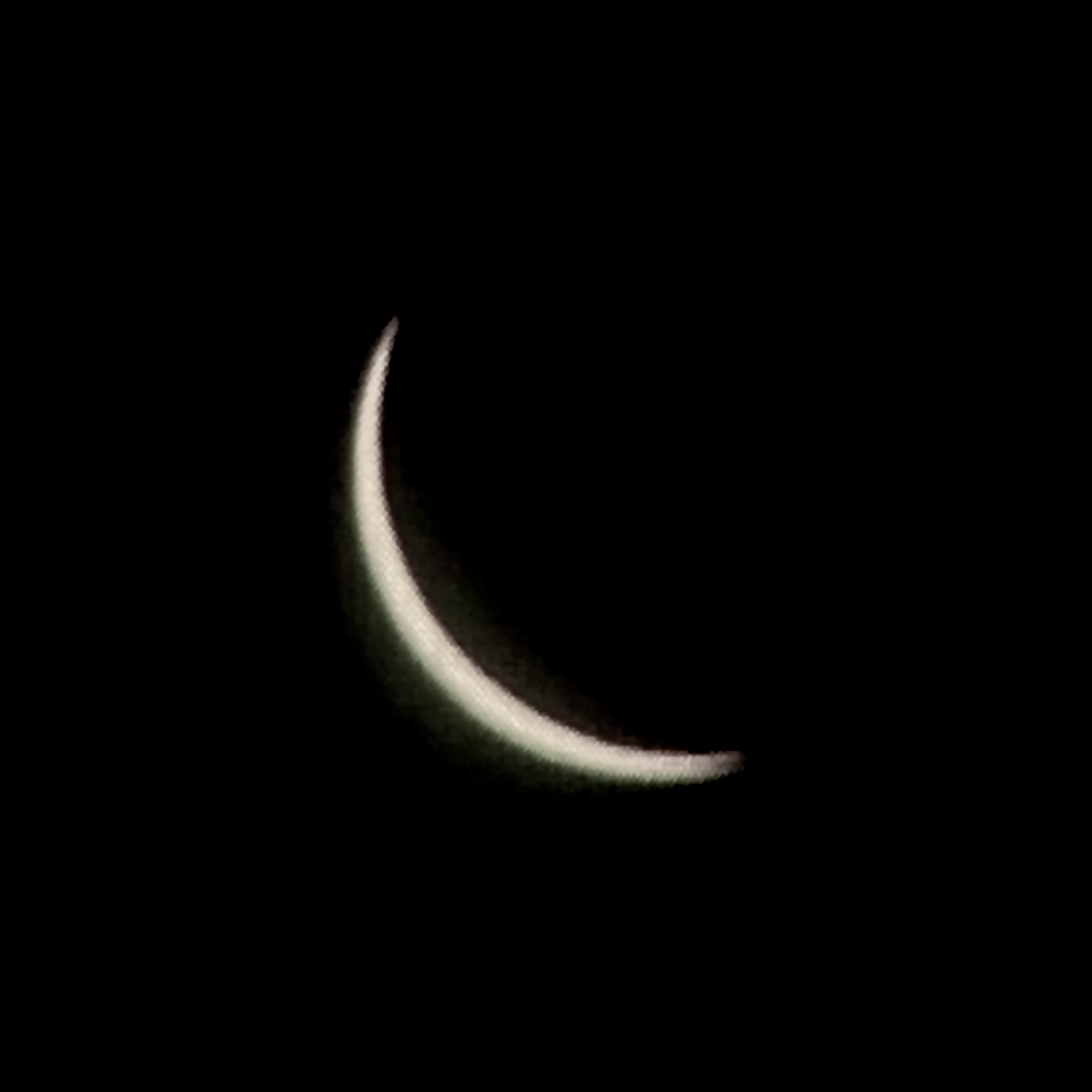
メキシコ、ヌエボ・レオン州のサン・ニコラス・デ・ロス・ガルサにて撮影
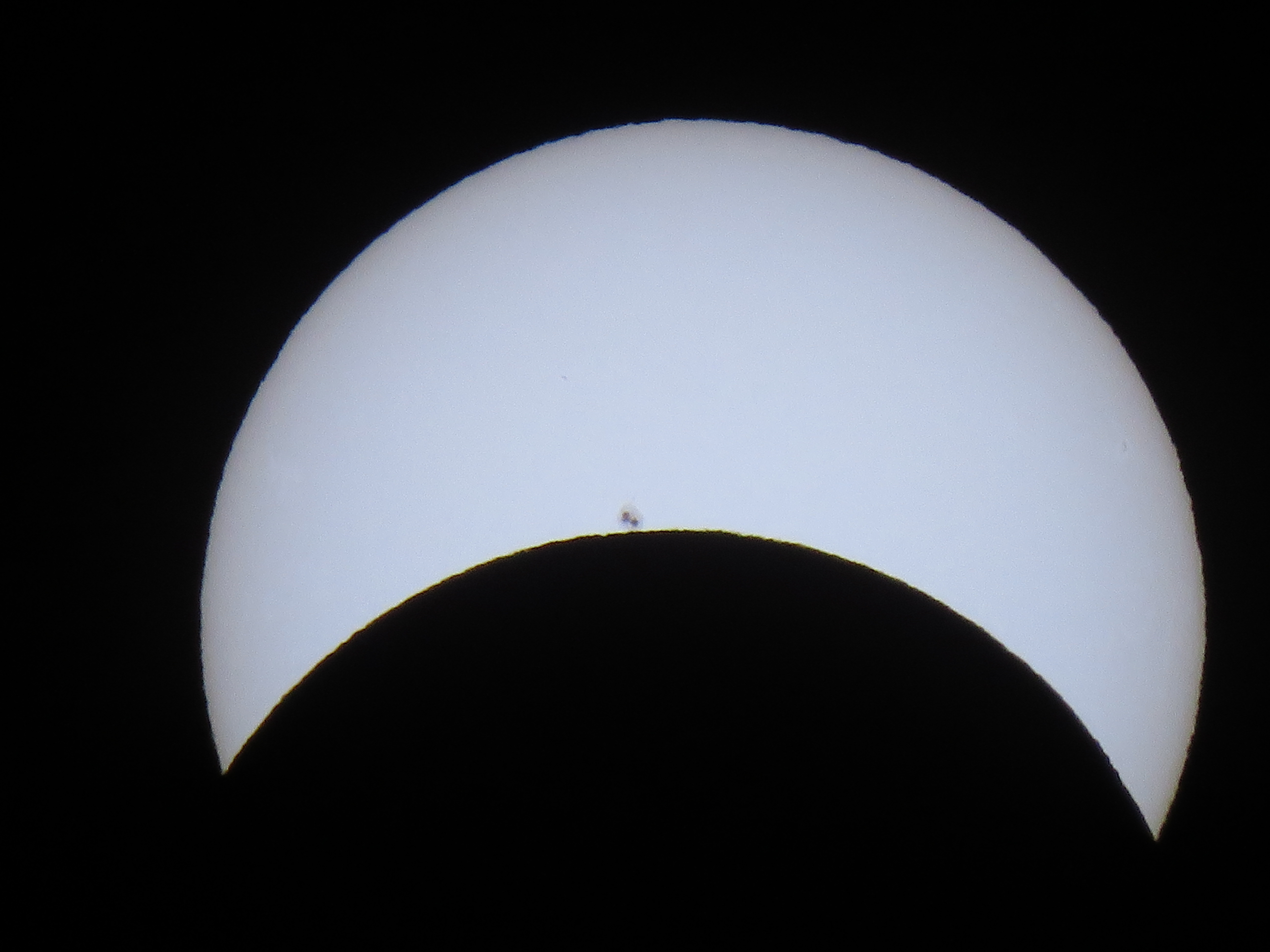
アメリカ・カリフォルニア州のサンタアナにて撮影、月の外縁付近に太陽表面の黒点も見える
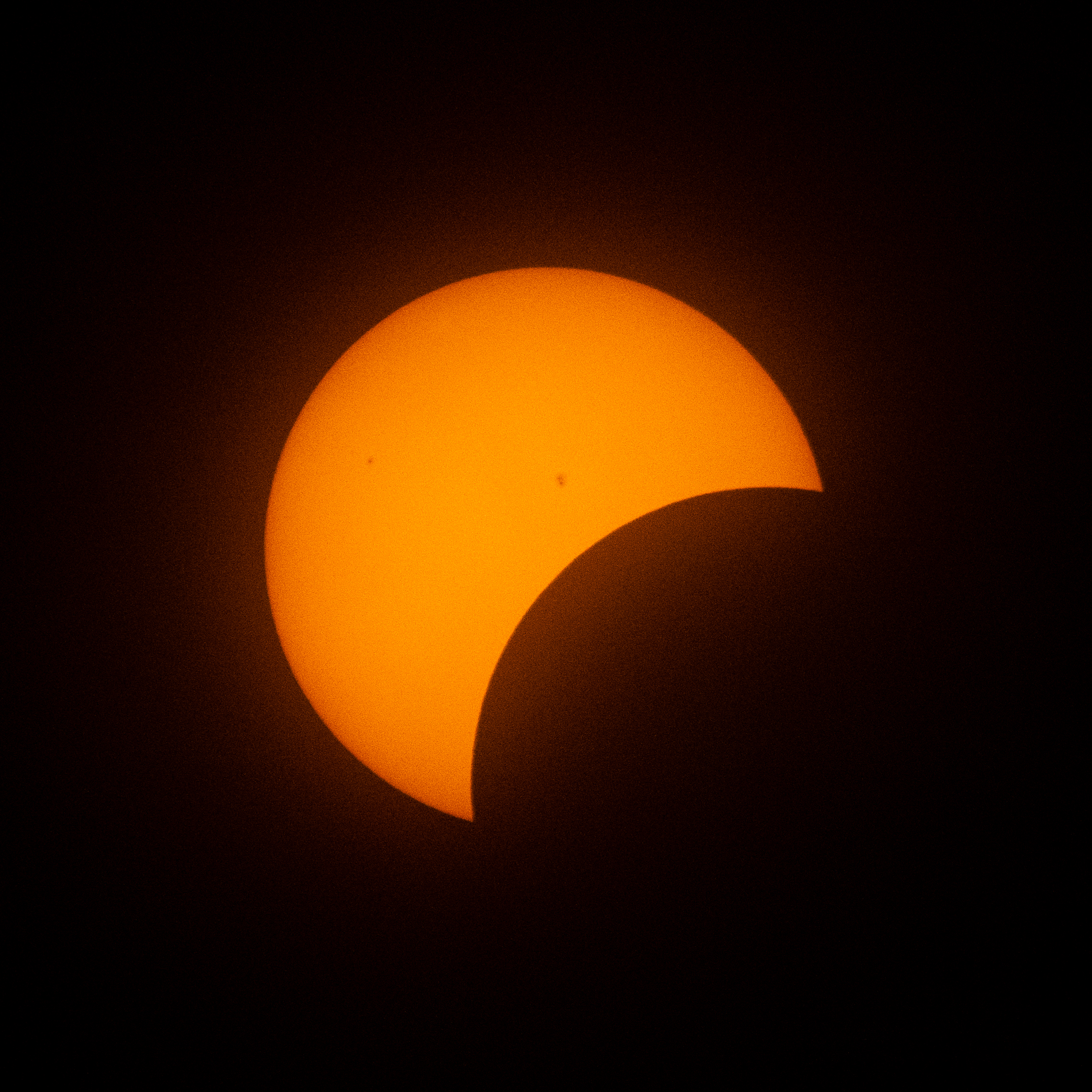
アメリカ・インディアナ州のインディアナポリスにて撮影
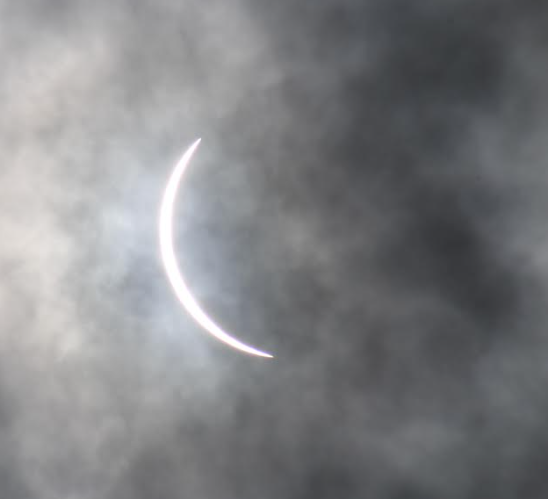
アメリカ・ケンタッキー州のレキシントンにて撮影
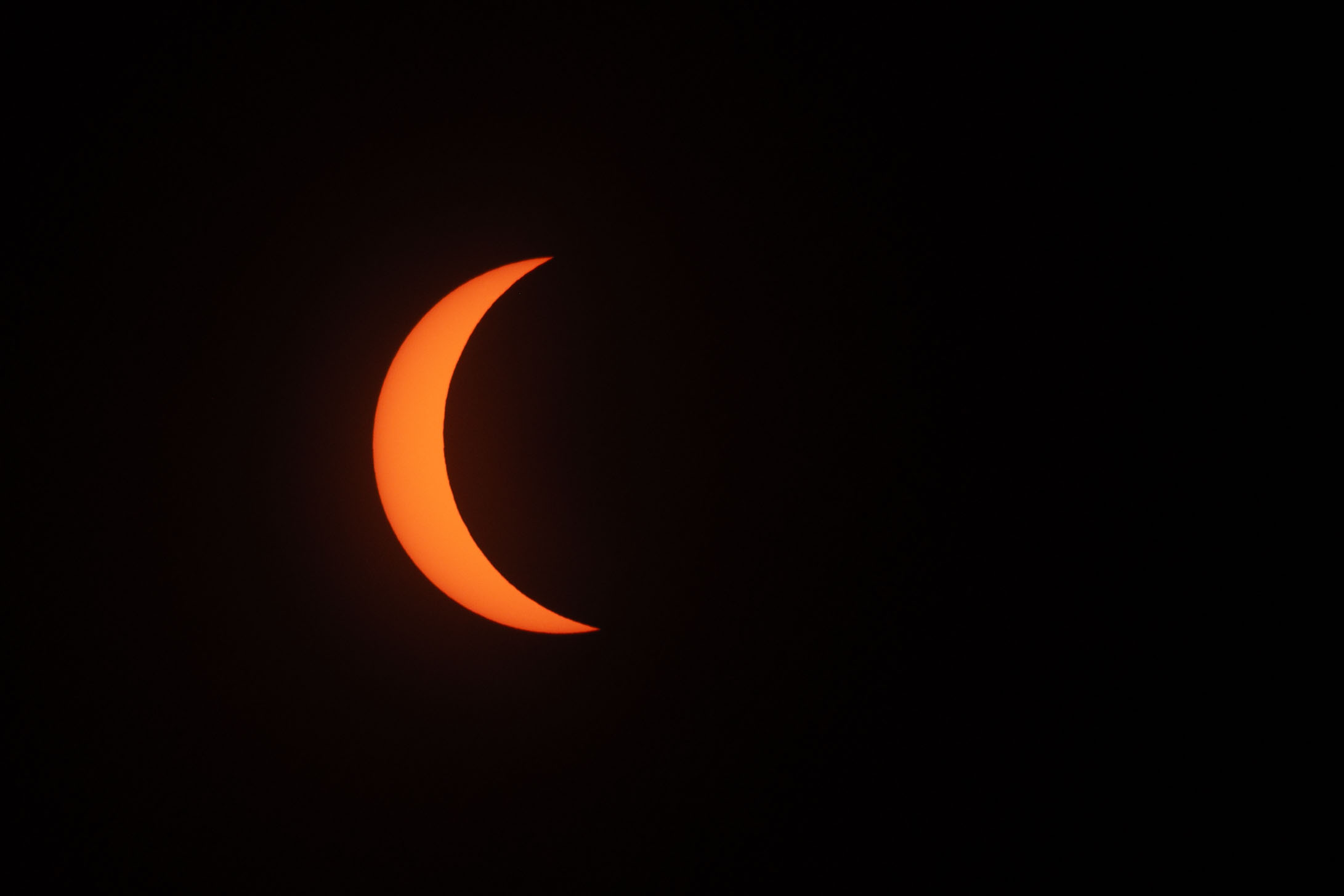
アメリカ・ノースカロライナ州にて撮影
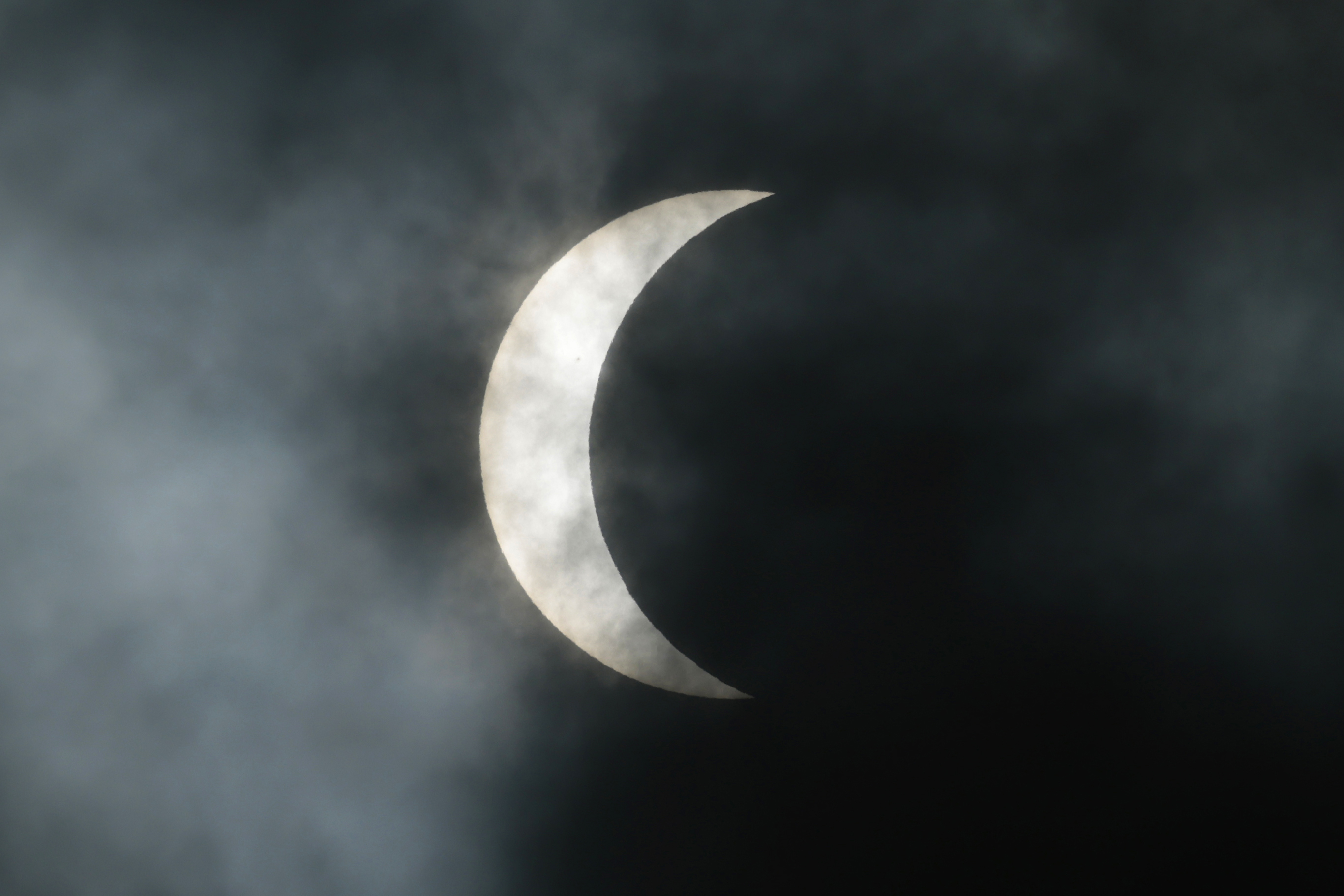
アメリカ・ルイジアナ州にて撮影
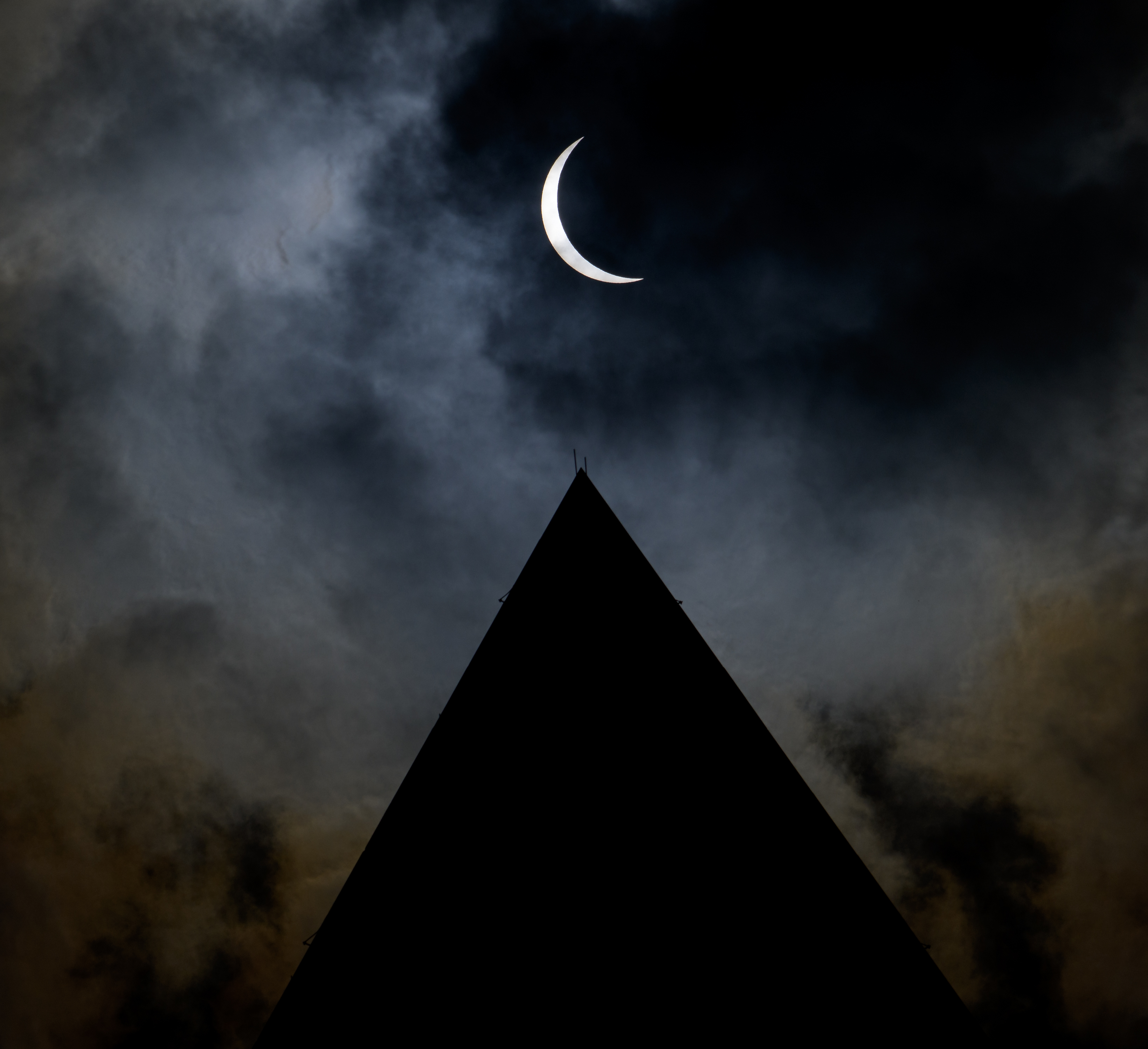
アメリカ・ワシントンD.C.のワシントン記念塔の上に見える部分日食
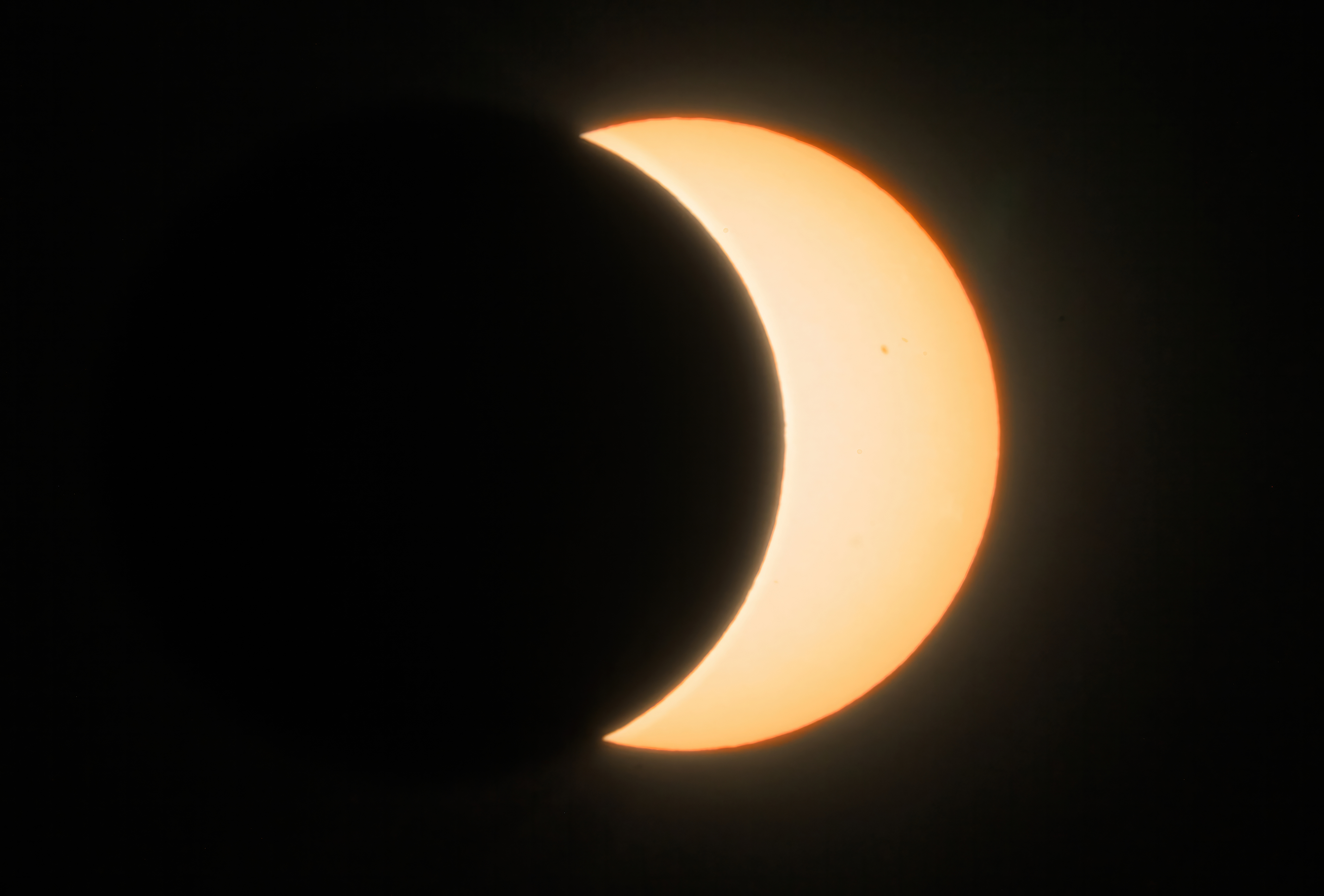
カナダ・ケベック州のケベック市にて撮影
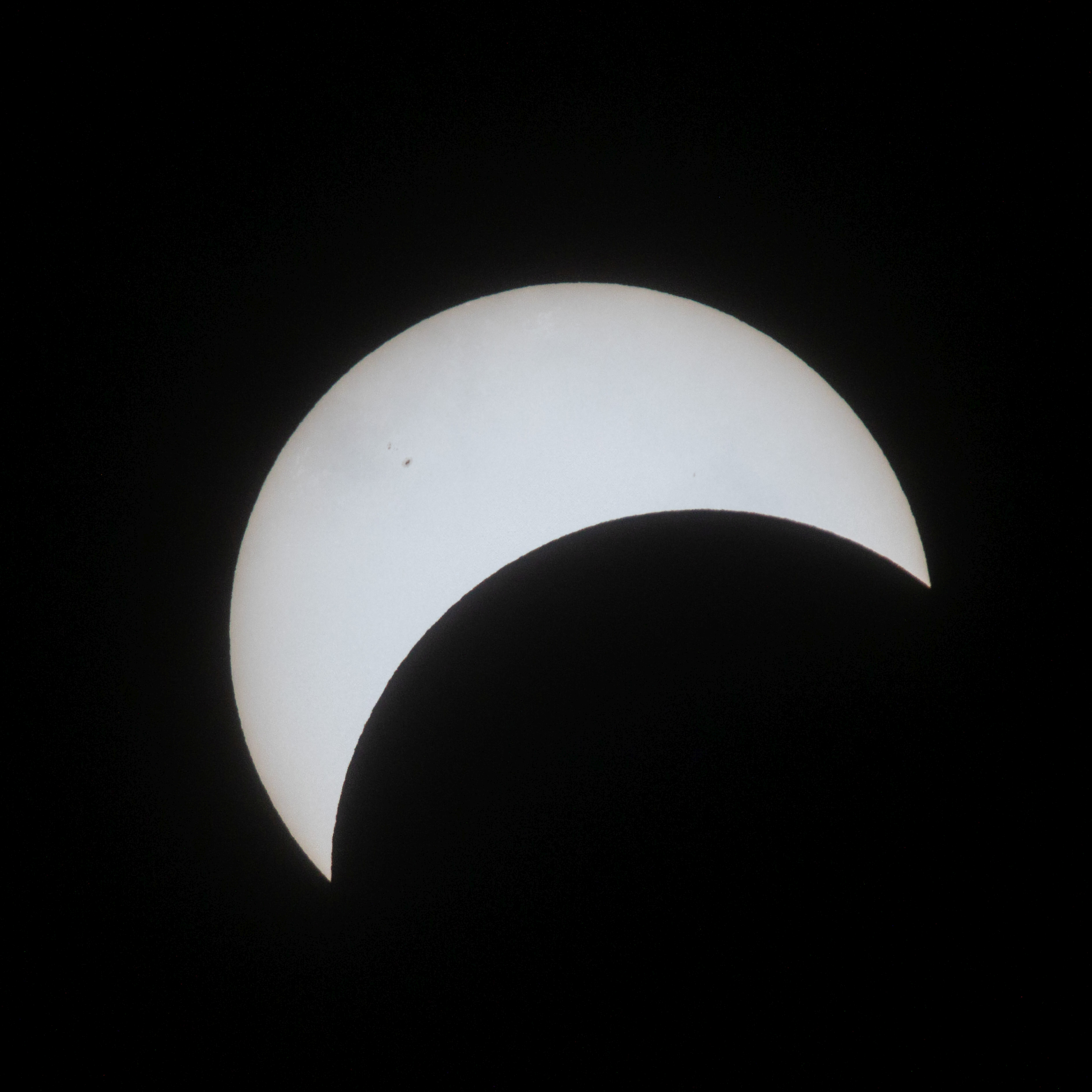
カナダ・オンタリオ州のベルビルにて撮影
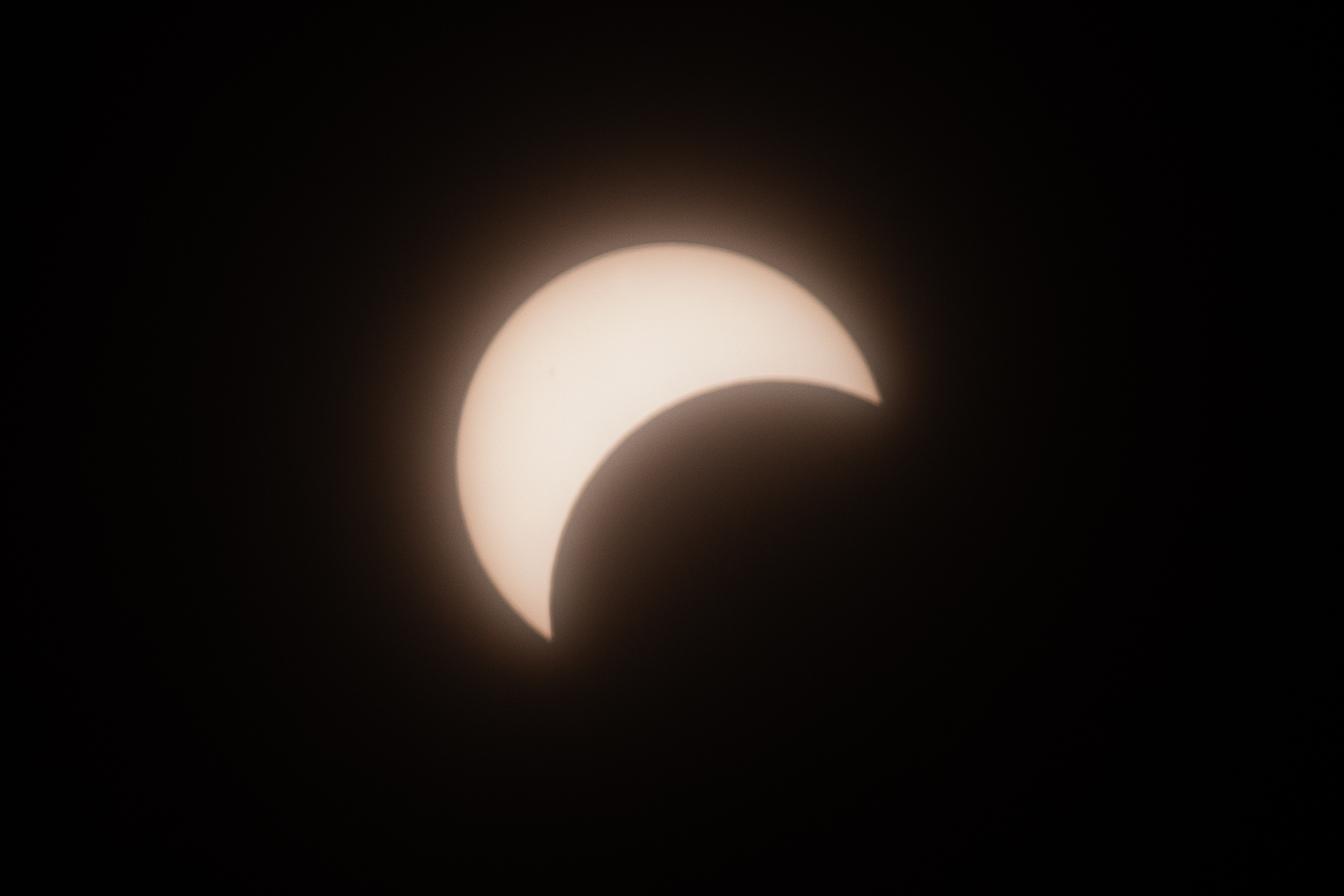
カナダ・オンタリオ州のキングストンにて撮影
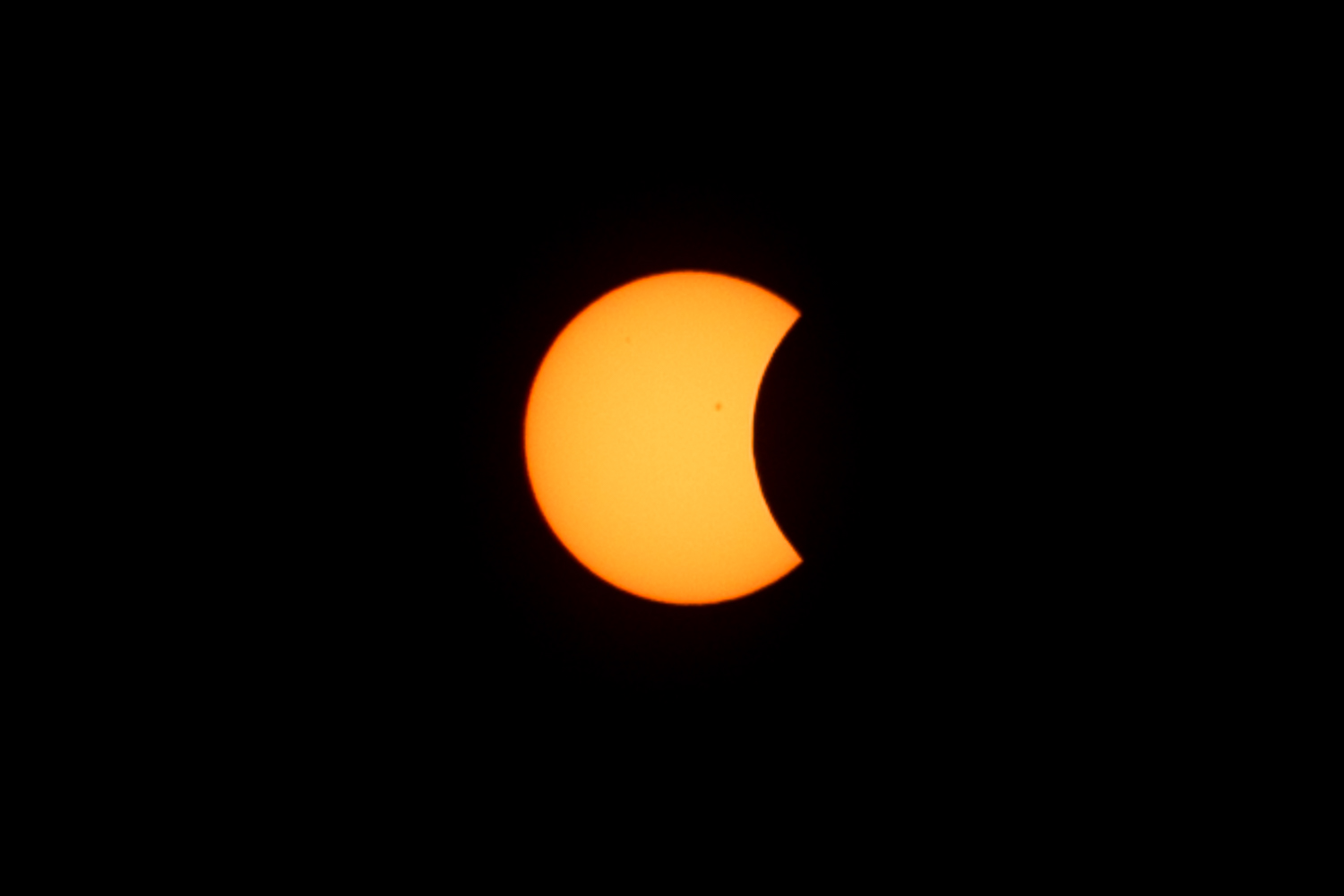
ニカラグアのマナグアにて撮影

### 関連画像

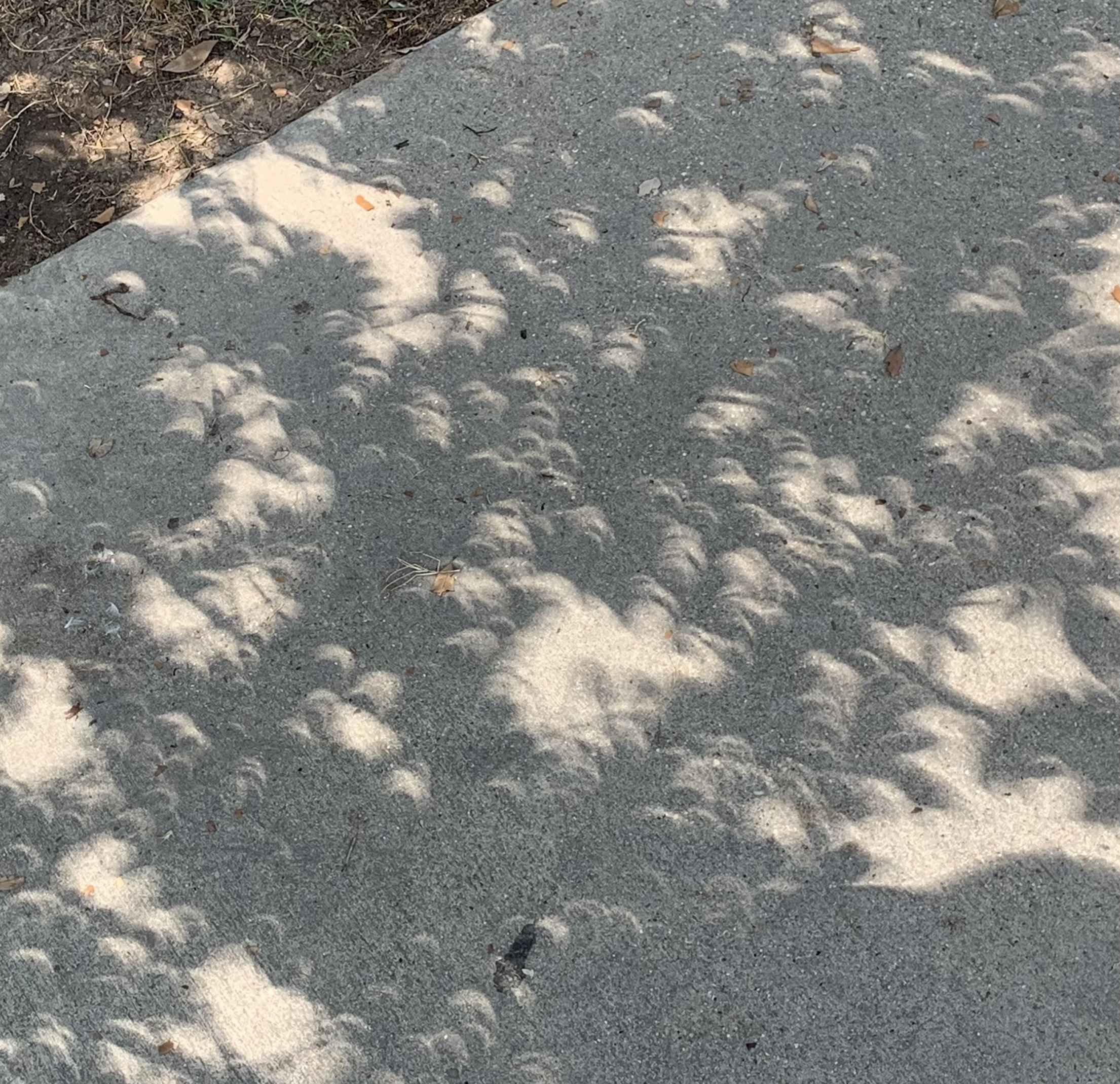
アメリカ・テキサス州のカレッジステーションで撮影された、日食の影響を受けて形が欠ける木の影
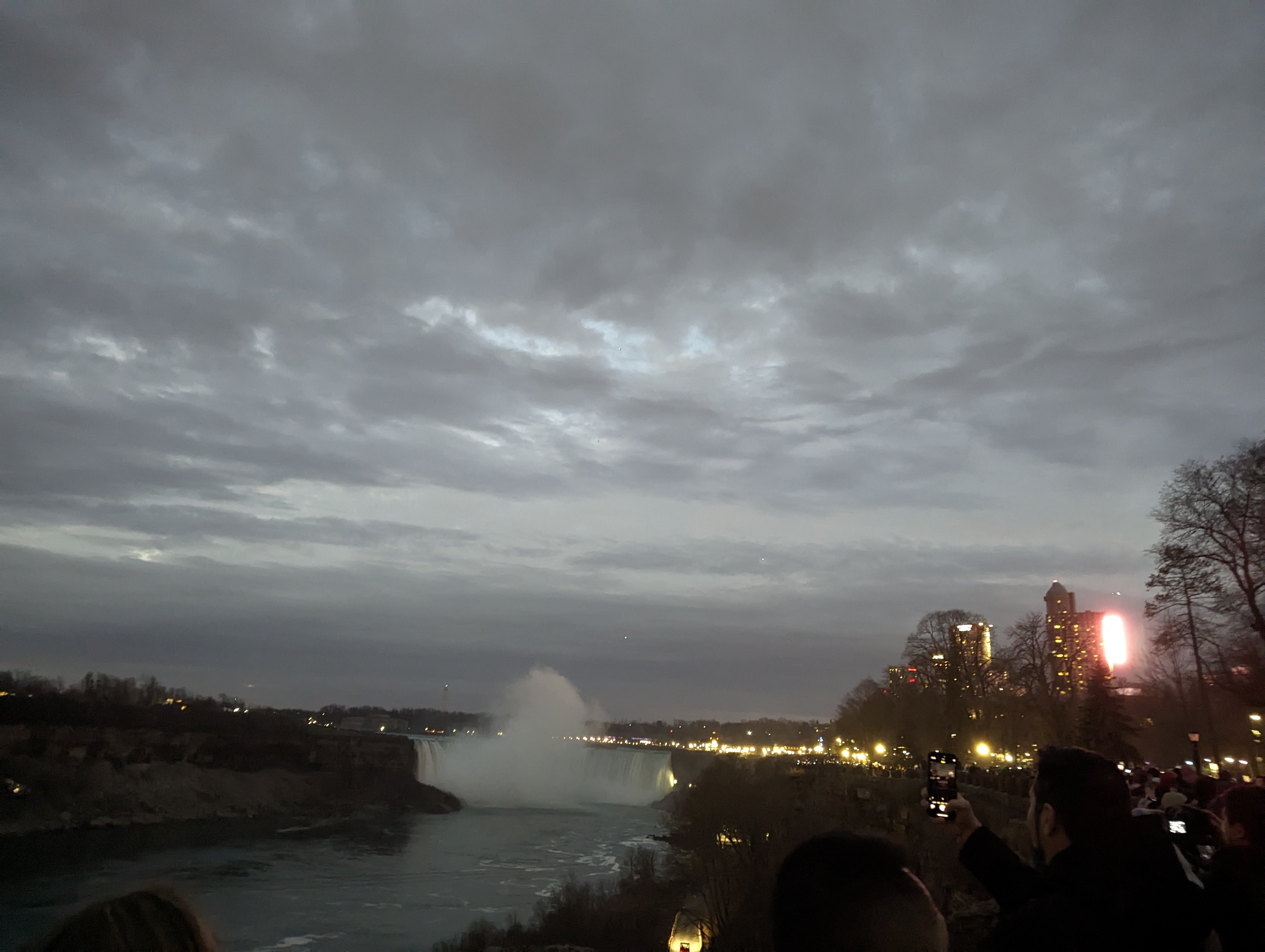
ナイアガラの滝で撮影された、皆既食中で周囲が暗くなっている様子
気象衛星GOESが捉えた日食によって地球上を移動していく月の影
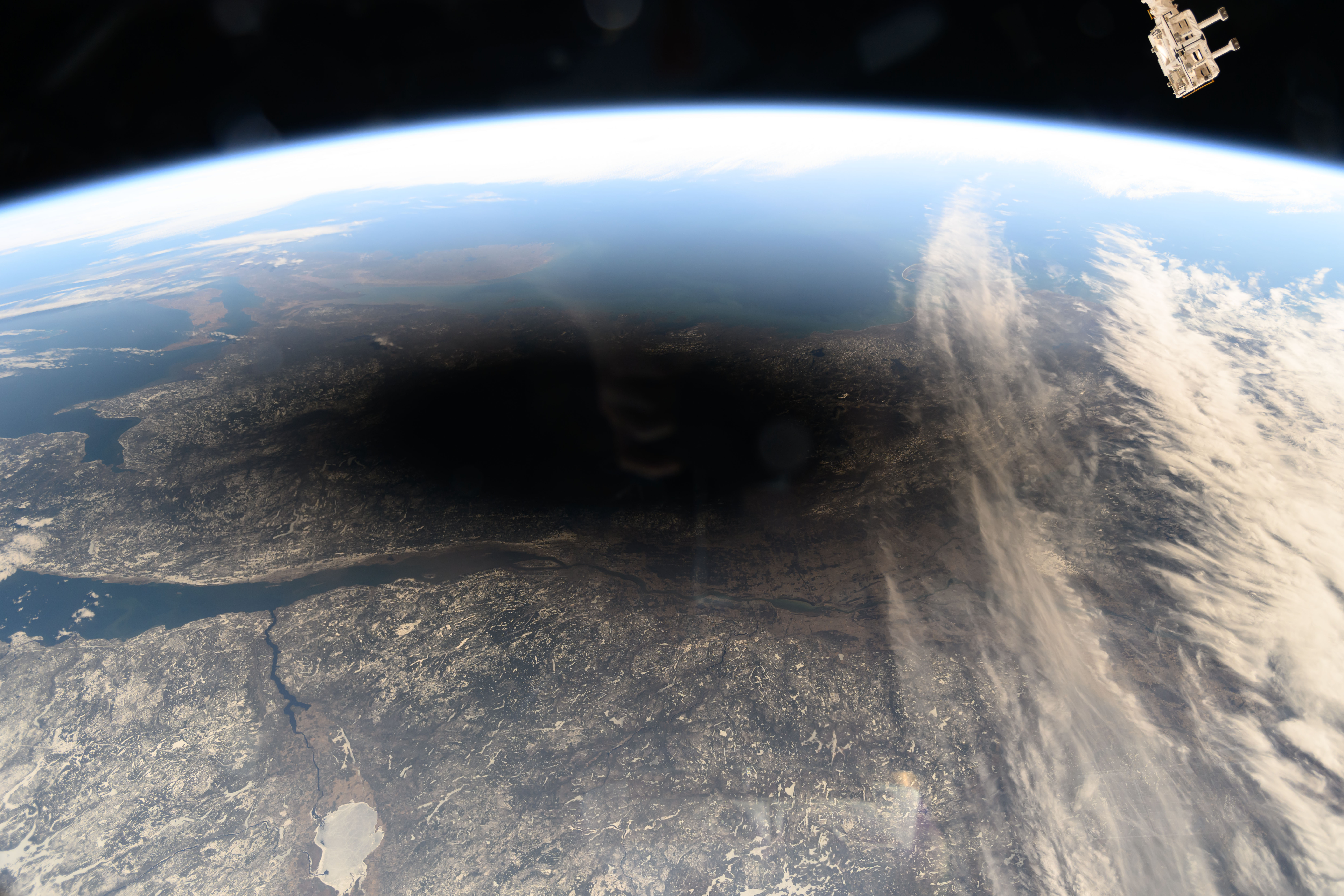
国際宇宙ステーション (ISS) から撮影された地球上に映る月の影、場所はカナダのケベック市とアメリカのメイン州付近
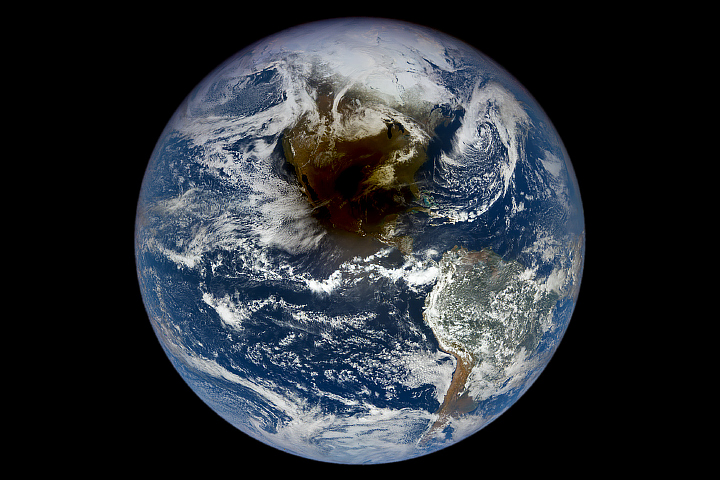
アメリカ航空宇宙局の人工衛星であるディープ・スペース・クライメイト・オブザーバトリーによって撮影された、地球に映る月の影の画像